# اهواز

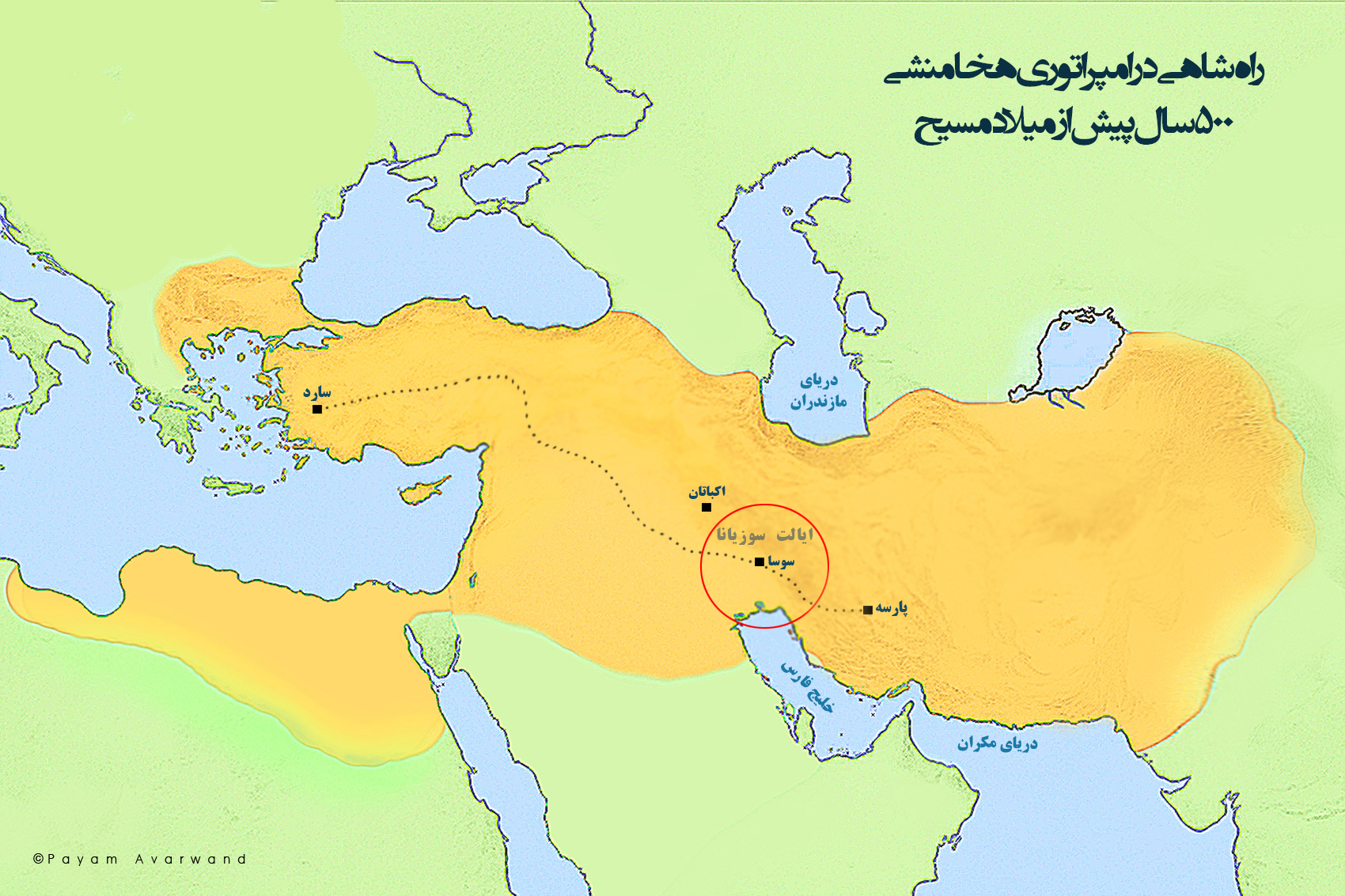
راه شاهی و موقعیت استان سوزیانا و شهر شوش در میانهٔ این مسیر

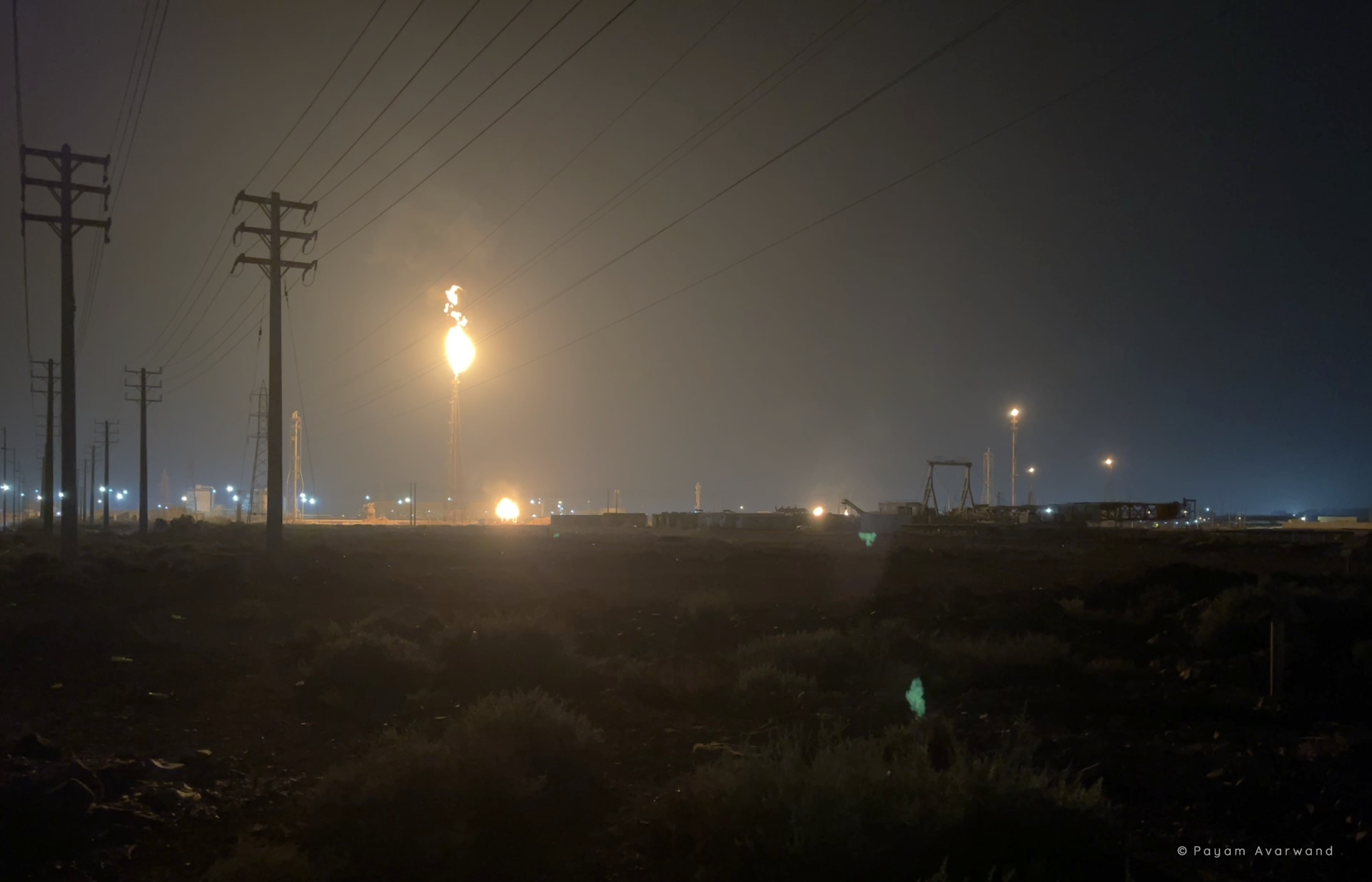
آتیشا؛ نام استعاری برای شعله‌های آتشی می‌باشد که در گذر سال‌های پس از کشف و بهره برداری نفت و گاز در اهواز، به نوعی نماد یا مشخصه ی این شهر تبدیل شده اند، و در حقیقت «فِلِر‌های نفتی درحال سوختن» هستند، که پیامدهای زیست محیطی و تاثیرات منفی بسیاری بر تندرستی انسان ها خواهند داشت. - ۲۵۸۴ ش.

پل هفتم اهواز - ۱۳۸۸ خ. (۲۵۶۸ ش.)

اهواز ()، کلان‌شهری تاریخی در جنوب غرب ایران و مرکز استان خوزستان و مرکز شهرستان اهواز می‌باشد.
پس از جابجایی مرکز استان از شوشتر به اهواز در سال ۱۳۰۳ خورشیدی، تا به امروز، اهواز به عنوان مرکز استان خوزستان شناخته می‌شود. اهواز هشتمین شهر پرجمعیت ایران، و پنجمین شهر بزرگ ایران، پس از تهران، مشهد، اصفهان و شیراز می‌باشد.
رودخانه‌ی کارون که به عنوان پرآب ترین رود ایران، و یکی از دو رودخانه‌ی قابل کشتیرانی در کشور شناخته می‌شود، در میانه‌ی این شهر جاری است؛ به عبارتی، شهر اهواز در دو سوی رود کارون، گسترده شده است.
به جهت پیوند بیشتر میان شرق و غرب اهواز، چندین پل بزرگ بر روی رودخانهٔ کارون بنا شده است؛ به همین دلیل، اهواز به شهر پلها معروف شده است.
برخی کارخانه‌های مهم ایران، واقع در اهواز: شرکت ملی مناطق نفت‌خیز جنوب (بزرگ‌ترین تولیدکننده نفت ایران)، شرکت ملی حفاری ایران (بزرگ‌ترین شرکت حفاری کشور)، شرکت فولاد خوزستان از تولیدکنندگان بزرگ فولاد خام کشور، همچنین شعبهٔ اصلی برخی کارخانه‌های مهم کشور
میدان نفتی اهواز، بزرگ‌ترین میدان نفتی ایران و سومین میدان بزرگ نفتی جهان می‌باشد.

## تاریخچه نام اهواز
شهری که با نام اهواز می‌شناسیم، نخستین بار که به عنوان یک شهر شناخته شد، در دوران باستان و با نام تاریانا بوده است. این نام، به‌طورواضح، بازتابی از نام «دارایانا»، منسوب به «دارایان»، نام اساطیری داریوش، و نیز نام سلسله‌ای قدرتمند از پادشاه‌های پارس، در دوران پس از هخامنشیان را بر خود دارد.
تاریانا در بخشی از مسیر راه شاهی (Royal Road) که از تخت جمشید تا سارد (Sardis) کشیده شده بود، قرار داشت، طوری که بخشی از جادهٔ شاهی، بر روی رودخانهٔ کارون، در تاریانا (اهواز) قرار داشت. تاریانا، بعدها در زمان اردشیر اول (پادشاه ساسانی) گسترش یافت و به هرمزد اردشیر تغییر نام داده و در دو سوی رودخانه، از نو بنیان نهاده شد. بخش اول این نام، به نام «خدا» و دیگری به نام خود شاه، نامگذاری شد؛ که این نام بعدها به شکل خلاصه شده‌ی داراو ِشیر درآمد. شاه، سدی بر فراز کارون در شهر ساخت؛ پس اهمیت شهر افزایش یافت و به زودی داراو ِشیر، مرکز استان سوزیانا (خوزستان امروزی) شد.
مرکز تجاری سوزیانا، در یک سوی رودخانه در داراوشیر (شرق اهواز، در پهنه‌ی خرمکوشک تا چهارراه زند امروزی)، و با نام هوجستان واجار (بازار هوزستانی‌ها) شناخته می‌شد و آن سوی دیگر رودخانه، به عنوان مرکز فرمانداری و نجیب‌زادگان (غرب اهواز، در پهنه‌ی امانیه، لشکر و لشکرآباد امروزی)، با نام هرمشیر خوانده می‌شد.
بر اساس تحقیقات کلیفورد باسورث در دانشنامه ایرانیکا و لاکهارت در دانشنامه اسلام، هاینزهایم و مایکل بونر، علی کرم همدانی در دائرةالمعارف بزرگ اسلامی و دانشنامه بریتانیکا ولادیمیر مینورسکی و سوات سوجک عبدلمجید ارفعی ریشه نام اهواز برگرفته از قوم هوزی می‌باشد.
هوزی‌ها (خوزی ها) قبیله‌ای جنگجو در استان سوزیانا بودند. استان خوزستان امروزی نیز به نام آنها نامگذاری شده است (خوزیستان = هوزیستان = مکان هوزی‌ها). یونانی‌ها به این قوم، اوکسی (Ouxioi) می‌گفتند و نام این شهر در نوشته‌های مسیحیان سریانی، «بث هوزایی» ثبت شده است.
هوزی‌ها، که احتمال دارد از بازماندگان ایلامی‌ها بوده‌ باشند، مردم بومی استان خوزستان بوده‌اند و زبان هوزی‌ها تا دورهٔ ساسانیان و حتی تا سده‌ها بعد از حمله و سلطهٔ مسلمان‌ها به ایران، زبانِ رایج در خوزستان بوده است. نام این استان، به جهت تلفظ‌های متفاوت در زبان‌ها و لهجه‌های دیگر، در گذر زمان، از «هوزیستان» به «خوزستان» تغییر پیدا کرد.
همانطور‌که آریان (آریانوس)، در کتاب ایندیکا، بند 42 نقل می‌کند، در پایان دوره‌ی هخامنشی‌ها، در نزدیکی دهانه‌ی رود کارون، شهری پرجمعیت و پررونق قرار داشته که با پلی شناور، محل اتصال راه پارسه به شوش بوده است و دو سپاه اسکندر و سردار او، Nearchus، در این محل به یکدیگر پیوسته‌اند. اغلب مورخان اتفاق نظر دارند که این شهر، با مکان اهواز کنونی مطابقت می‌کند.
تاریخنگار یونانی، استرابو (Strabo)، در اثر مشهور خود، جغرافیای استرابو (کتاب پانزدهم، فصل 3، بند 4)، از وجود بازاری پررونق در این شهر یاد می‌کند که نخستین بار‌انداز کالاهایی است که از سرزمین عرب‌ها، به ساحل دریای پارس وارد می‌شود. استرابو، در طی توضیحاتش در مورد سرزمین «اوکسی‌»ها، از این ناحیه یاد می‌کند. بنابراین، می‌توان حدس زد «هوجستان واجار» یا بازار هوزی‌ها، که در اغلب متن‌ها، به عنوان بخش مردمی شهر ساسانی، از آن یاد شده است، در واقع مکانی قدیمی‌تر است، که دست‌کم، از دوره‌ی هخامنشی، در پهنه‌ی اهواز کنونی بوده است.
این شهر علاوه بر نامهای ذکر شده به نامهای «رام شهر» و «شهررام» نامیده می‌شد. فخرالدین اسعد گرگانی در منظومه ویس و رامین، در مورد برپایی شهر اهواز به دست رامین نوشته است:
"هزاران چشمه و کاریز بگشاد
بریشان شهر و ده بسیار بنهاد
یکی زان شهرها اهواز مانده‌ست
کَش او آنگاه «شهر رام» خوانده‌ست
کنونش گرچه هم اهواز خوانند

به دفتر، رام شهرش نام دانند".
هنگامی که در سده هفتم میلادی، مسلمان‌ها امپراتوری ساسانی را شکست دادند، بخش دوم شهر (هرمشیر)، از بین رفت. اما عرب‌ها، بخش دیگر شهر را که همچنان باقی مانده بود (هوجستان واجار)، به «سوق الاهواز» ترجمه کردند.
درحقیقت، سوق الاهواز که ترجمه شده ی هوجستان واجار است، به معنای بازار هوزستانی‌ها می‌باشد.
«اهواز»، حالت جمع عربی‌شدهٔ کلمهٔ هوزی بر وزن «أفعال» است. هوزی‌ها = اهواز (با لهجهٔ عربی: احواز)

کیانپارس - ۱۳۸۹ خ. (۲۵۶۹ ش.)

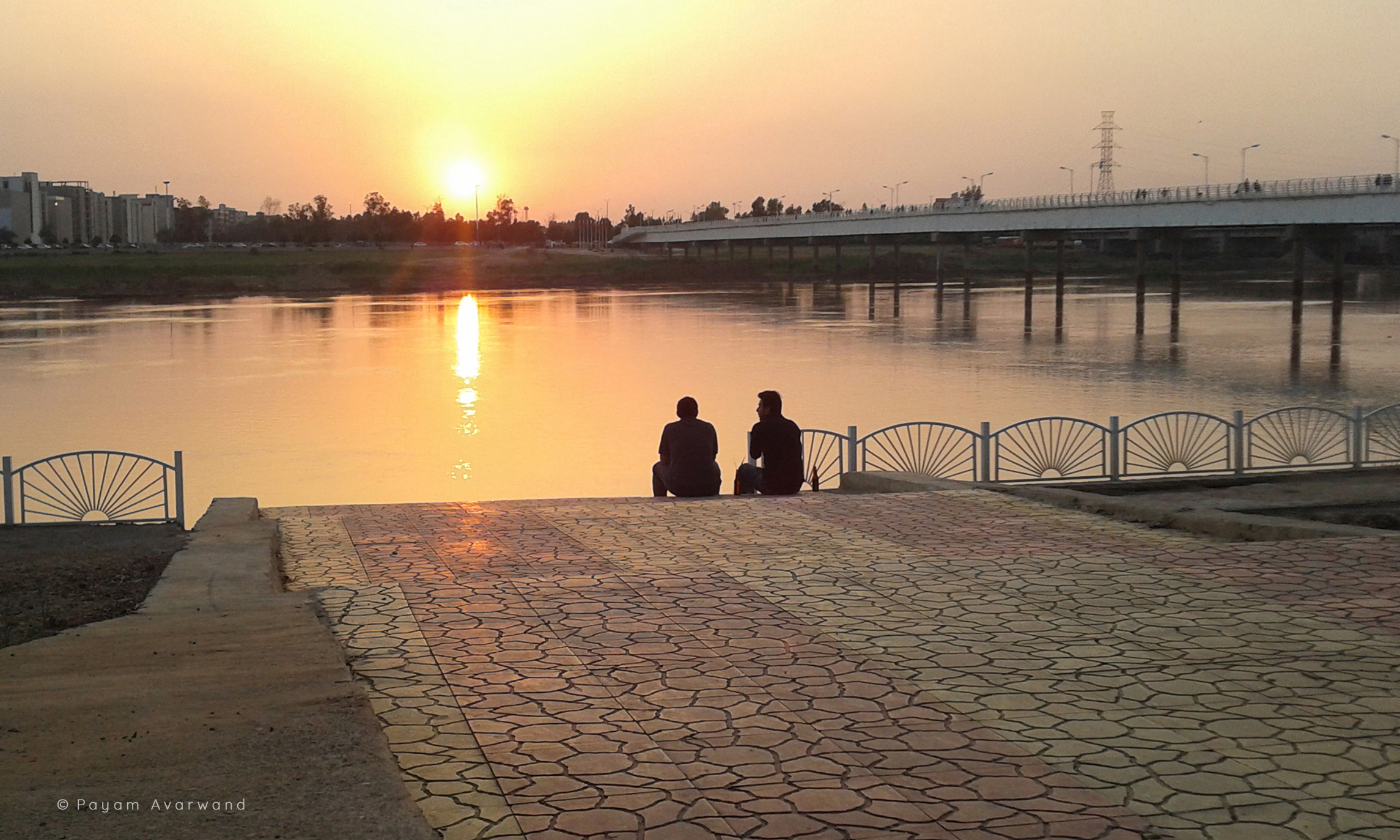
از ویژگی‌های خاص اهواز، «غروب شهری» زیبای آن است.

در دوره قاجار و زمان ناصرالدین شاه، اهواز را به نام‌های ناصری و ناصریه تغییرنام دادند، اما از شهریور ۱۳۱۴ ه‍. ش، با تصویب شورای وزیران، دوباره به نام «اهواز» نامیده شد.

## تاریخ

### پیش از اسلام
این شهر که در زمان ساسانیان، از شهرهای بزرگ استان سوزیانا به‌شمار می‌رفت، یکی از مراکز اصلی صنایع نساجی و یکی از کانون‌های مسیحیت در ایران و از اسقف‌نشین‌های سوزیانا محسوب می‌شد. علاوه بر این، تاریانا یکی از بخش‌های اصلی بازرگانی در غرب قلمرو پارس بوده است، و نیز به‌واسطه واقع شدن در کنار رود کارون -که قابلیت کشتی‌رانی داشته است- محل مناسبی برای انباشت کالا و دادوستد به‌شمار می‌رفته است.
در زمان ساسانیان، به‌ویژه در زمان اردشیر پاپکان و پسرش شاپور اول بر روی کارون در اهواز، سدهای زیادی ساخته شد ازجمله سد اهواز (یا شادروان اهواز) که به دستور اردشیر پاپکان ساخته شد. کانال‌های آبیاری و نهرهای مختلف که از این سد منشعب شده بود، آبیاری کشتزارها و نخلستانها را بهبود بخشیده و باعث سرسبزی و خرمی اهواز شده بود. مثل کانال آب شاهجرد که در بالای سد اهواز از کارون جدا می‌شد و از درون بخش قدیمی شهر عبور می‌کرد و آن را به دو بخش تقسیم می‌کرد.

### بازمانده از دوره‌ی اشکانی
- اگرچه اطلاعات زیادی در مورد اهواز در دوره‌ی اشکانی‌ها در دسترس نیست، اما در ۱۴ تیر ۱۴۰۱ ه.خ. در طی یک عملیات توسط بیل مکانیکی مربوط به شرکت ملی حفاری ایران در شمال اهواز (محله‌ی کوروش)، در حدود ۱۵۰ متری ساحل کارون، یک گورستان تاریخی کشف شد، که پس از بررسی کارشناس‌ها، به جهت خمره‌ای بودن گورهای کشف شده، که نخودی رنگ و اندود شده به قیر طبیعی و مشهور به «تدفین گورخُمره‌ای» بوده،[۴۰] و بیشترین استفاده از این روش، در اواخر دوره اشکانی و اوایل دوره ساسانی بوده است، گورستان کشف شده را منسوب به دوره‌ی اشکانیان دانسته و به ثبت ملی رساندند.[۴۱][۴۲] نکته‌ی مهم در مورد گور‌خمره‌های گورستان محله‌ی کوروش، کنار رودخانه و در جهتِ رودخانه بودنِ دفن‌ها می‌باشد. این نوع خاکسپاری، در داده‌های دیگر دوره‌ی اشکانی نیز، قابل مشاهده است.[۴۲]

- در کشف دیگری، در یکی از کاوش‌های تفریحی در اواخر دوره‌ی قاجار، آرنولد ویلسون، سرکنسول انگلیس، در نزدیکی اهواز، بقایای دو سکه، متعلق به پادشاهان اشکانی را در خاک اهواز کشف کرد. ویلسون در نامه‌ای به پدرش، ماجرا را چنین گزارش می‌کند: «چند ماه قبل در طی سفرهایم در نزدیک اهواز، چندین سکه‎ی باستانی پیدا کردم که آنها را به موزه‎ی کلکته در هندوستان فرستادم. طبق گزارشی که امروز دریافت کردم، آنها به زمان سلسله‌ی پارتی‌ها (اشکانیان) و پادشاهی مهرداد دوم مربوط می‌شود، که قدمتشان به 180 سال قبل از میلاد می‌رسد.»[۴۳][۱۸]

به این ترتیب، می‌توان اطمینان داشت که در روزگار اشکانیان نیز شهری در پهنه‌ی اهواز امروزی برپا بوده است، که احتمال دارد این همان شهری‌ست که نبردهای فرجامین اشکانیان با اردشیر ساسانی در آن رقم خورده است. براساس آنچه در تاریخ طبری آمده است، «در این نبردها، اردشیر بر نیروفر، والی اهواز در زمان اشکانیان، چیره گشت و بر کنار کارون فرود آمد و شهر را بگرفت و شهر سوق‌الاهواز را بنیاد کرد.» مشابه همین گزارش را، ابن اثیر نیز، سه سده پس از طبری آورده است. از این دو سند، مشخص می‌شود: اول آنکه در زمان اشکانیان نیز در مکان اهواز امروزی، شهری وجود داشته است، و همچنین اردشیر این شهر را تصرف کرده و از نو شهری را بنا نهاده، که بعدها مسلمان‌ها، سوق‌الاهواز خواندند.

### دوران اسلامی و معاصر
عرب‌ها پس از پیروزی در جنگ نهاوند، پادگان‌هایی در شهرهای فتح‌شده، ازجمله در اهواز ساختند. شهرهای خوزستان ازجمله اهواز از نخستین پناهگاه‌های خوارج در ایران بود. در ایام خلافت علی برخی از موالی اهواز که از میزان خراج درخواستی والی آن ناخرسند بودند، به شورش خوارج پیوستند. در زمان خلافت یزید بن معاویه شهرهای خوزستان ازجمله اهواز دستخوش جنگ و گریزهای خوارج با سپاهیان اموی گشت.
شهر اهواز در سده‌های نخست اسلامی، به‌ جهت سدی که بر روی کارون بسته شده بود، از بزرگ‌ترین و آبادترین شهرهای خوزستان به‌شمار می‌آمد. این شهر تا سال ۸۷۰ میلادی (۲۴۹ خورشیدی) شهری پررونق و آباد بود، اما در همان سال، اهواز به تصرف سپاه صاحب‌الزنج درآمد. اهواز پس از پایان فتنه‌ی زنگیان، رونق و آبادانی خود را از دست داد، اما در زمان عضدالدوله دیلمی، بار دیگر اهمیت پیشین خود را به‌عنوان مرکزی تجاری به دست آورد. همچنین بنا به گفته‌ی شمس‌الدین مقدسی، پل هندوان که غرب و شرق اهواز را به هم پیوند می داد، و همچنین مسجد زیبایی که در کنار آن بود، به دستور پناه‌خسرو، بازسازی و مرمت شد. شهر اهواز از پایگاه‌های اصلی مذهب شیعه در ایران به‌شمار می‌آمد و به گفته مقدسی، نیمی از مردم آنجا شیعه بودند و پیوسته میان شیعه‌ها (مروشیان) و سنی‌ها (فضلیان) درگیری و کشاکش وجود داشت.
اهواز تا سده یازدهم میلادی، شهری آباد بود، اما از این زمان به بعد رونق خود را از دست داد، تا حدی که مرکز خوزستان، از اهواز به شوشتر منتقل شد. در سده یازدهم میلادی، رودی کوچک به طول سیصد متر و عرض بیست متر از کارون منشعب شده، شهر را به دو قسمت تقسیم کرده بود؛ محله غربی را «جزیره» می‌گفتند و محله شرقی، «مدینه» نام داشت. این دو بخش به‌وسیله «پُل هندوان» به هم وصل می‌شدند. در آن دوره، اهل شهر دو دسته بودند و دربارهٔ اصحاب پیامبر دو نظر داشتند. این شهر انبار بصره، و بار انداز فارس و اصفهان بود.

اما با وجود رشد و توسعه اهواز در سده‌های ابتدایی اسلامی، در نیمه دوم سده یازدهم میلادی، این شهر رو به ویرانی گذاشت و مردم آن پراکنده شدند. در سده دوازدهم میلادی، اهواز به شهری ویران و خالی از سکنه تبدیل شد. حافظ ابرو، از آن به عنوان قصبه‌ای نام می‌برد و به اشتباه اهواز را با سوق الاربعا (چهارشنبه بازار) یکی می‌داند.

در همان اوایل سده دوازدهم میلادی، این شهر به‌طور کامل ویران شد. عبدالکریم بن محمد سمعانی که در نیمه دوم سده دوازدهم میلادی می‌زیسته است، شهر اهواز را این چنین توصیف می‌کند: «اهواز یکی از شهرهای مشهور بود که دانشمندان و روحانی‌ها و تاجرین و ثروتمندان بسیاری از مردم آن شهر، به همراه غیر اهوازی‌ها در آن زندگی می‌کردند. بخش بسیاری از این شهر ویران شد و فقط ویرانه‌هایی از آن باقی مانده که مردم اندکی را در خود جای داده است.»
علت ویرانی اهواز به‌درستی مشخص نیست. هرآنچه تاکنون گفته شده حدس و گمان است که توسط تاریخ‌نگارهای متاخر نوشته شده است. احمد کسروی «ویرانی اهواز کهن را یکی از معماهای تاریخ خوزستان دانسته که نه زمان و نه علت آن را در جایی نوشته‌اند.» او در ادامه می‌گوید: «آنچه ما از جستجو به دست آورده‌ایم، زمان آن در آخرهای سده یازدهم میلادی و یا آغاز سده دوازدهم میلادی بوده.» درحقیقت این سخن کسروی نیز درست نیست، چون ابن حوقل که در نیمه دوم سده یازدهم می‌زیسته، ویرانی اهواز را از سده یازدهم روایت کرده است. با این وجود، کسروی علت ویرانی را دو چیز پنداشته: یکی شکستن بند و دیگری برگشتن مسرقان از جوی خود و پیوستن آن به دجیل [کارون].
از سده دوازدهم میلادی به بعد، در طی چند سده، به‌علت خراب شدن سد شادروان و پایین رفتن سطح آب، که مایه رونق شهر بود، و نیز جنگ‌ها و اغتشاش‌های داخلی و بروز بیماری‌های وبا و طاعون، اهواز همچنان رو به ویرانی بیشتر گذاشت تا آنکه در سده نوزدهم و در سال ۱۸۶۹ م. (۱۲۴۸ خ.) هم‌زمان با حفر کانال سوئز که منجر به کوتاه شدن مسیر تجارت دریایی اروپایی‌ها و توجه آن‌ها به منطقه شد، رونق تازه‌ای گرفت. ناصرالدین شاه قاجار هم از این فرصت برای گسترش تجارت و کشتی‌رانی بر روی رود کارون استفاده کرد و در سال ۱۲۶۶ خ. کشتی‌رانی را بر روی رود کارون برای خارجی‌ها آزاد اعلام کرد و توسط والی خوزستان در کنار اهواز قدیم، بندرگاهی به نام «بندر ناصری» بازگشایی کرد. در پی بازگشایی این بندر، نام اهواز به «ناصریه» تبدیل شد تا اینکه در دورهٔ پهلوی و رضاشاه، نام باستانی «اهواز» از برگزیده و جایگزین ناصریه شد.
«سیدعبدالله جزایری» که در سده هجدهم میلادی، یعنی سده‌ها پس از ویرانی اهواز می‌زیسته، فتنه صاحب‌الزنج را عامل بی‌اعتنایی و بی‌تمایلی خلیفه‌ها دانسته، که «بعد از تسکین فتنه چون خلفا را به عمارت آن ولایت رغبت باقی نماند و واماندگان آن‌جا از عمده ضبط آن همه نیشکر و ادای مال و جهات دیوانی آن‌ها بیرون نتوانستند آمد، لاجرم بیشتر جلای وطن نمودند و…»
به هر حال پس از ویرانی شهر اهواز در سده یازدهم، فقط ویرانه‌ای از آن باقی‌مانده بود و در دورة مشعشعیان، و پس از آن دسته‌ای از آل کثیر، در آنجا کپرها یا چینه‌هایی بنا نهاده و دهکده‌ای آباد کرده بودند. پس از آنها، دسته‌ای از کعبی‌ها در آنجا نشیمن داشته و در آن نزدیکی، دیم‌کاری می‌کردند.

با توجه به نوشته «سیدعبدالله جزایری» پیداست که در اواخر سده هجدهم میلادی نیز اهواز حال و روز خوبی نداشته است. او می‌نویسد: «اکنون از عمارات آن‌جا، همان قلعه موجود است که شیخ ناصربن‌حمید آن را حصار کشیده، مشتمل بر چند خانوار رعیت دیم‌کار.»

پس از آن نیز اهواز به همین صورت بوده و در حد یک روستای کوچک باقی‌مانده بود. سر اوستن هنری لایارد، که در سال ۱۲۲۰ خ. (۱۸۴۱ م.) و در زمان شیخ ثامر بنی‌کعب در این منطقه بوده، به هنگام ذکر قلمرو بنی‌کعب، هیچ گونه نامی از اهواز نبرده است و در عوض نام روستای ویس در شمال اهواز را در کتاب خود آورده است. این امر نشان می‌دهد روستای ویس پرجمعیت‌تر و آبادتر از اهواز بوده است.

میدان مجسمه اهواز (میدان شهدا) در دوره پهلوی

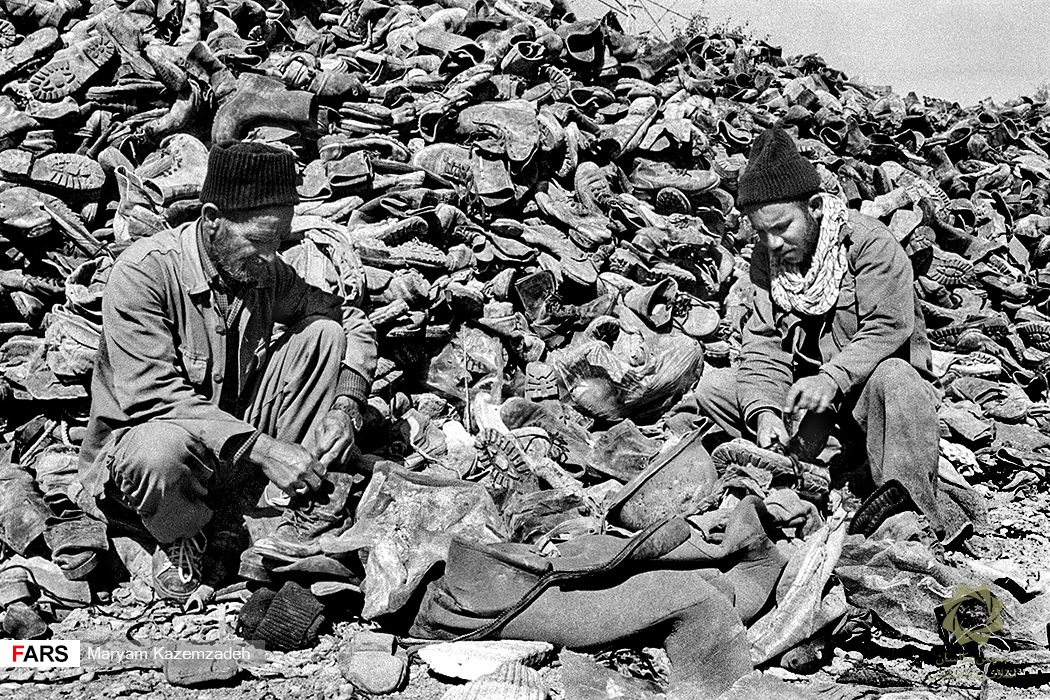
دو مرد کفاش در آخرین ماه‌های جنگ ایران و عراق، اهواز، ۱۳۶۶ خ.

کاپیتان هنت، یکی از افسرهای ارتش انگلیس در دورهٔ جنگ ایران و انگلیس در خرمشهر در سال ۱۲۳۲ خ. (۱۸۵۳ میلادی)، که پس از فرار خانلر میرزا به اهواز، با کشتی به تعقیب خانلرمیرزا پرداخته بود، اهواز را این‌چنین توصیف کرده بود:
شهر اهواز مثل بیشتر سرزمین‌های شرقی، دارای خانه‌های محقری است که از خشت و گل و بدون رعایت اصول درست، به شکل غیرمنظمی ساخته شده‌اند؛ و در حدود هزار و پانصد تا دو هزار نفر جمعیت دارد. آنها خوش قیافه و اندکی سیاه‌چرده‌تر از اسپانیایی‌ها هستند.
سپس در سال ۱۲۶۱ خ. (۱۸۸۲ میلادی) عبدالغفار نجم‌الملک از «قریه اهواز و قریب ۶۰ خانوار رعیت عرب» سخن گفته که «کدخدای آن، شیخ نَبهان» است. شیخ نَبهان عامری کعبی، بازمانده همان کعبیانی است که پس از رفتن آل‌کثیر در قریه‌ی اهواز، سکونت داشتند. در کنار محله‌ی عامری کنونی، که نام آن برگرفته از نام جدّ شیخ نَبهان، یعنی عامر است، محله‌ای وجود دارد که آن را «اهواز قدیم» می‌گفتند. به احتمال زیاد، قریه‌ی اهواز، در نزدیکی و یا میان این دو محله بوده است.
جورج کرزن (Lord George Curzon) که در سال ۱۸۹۰ م. از اهواز گذر کرده بود، جمعیت «قریه اهواز» را نزدیک‌به هفتصد نفر برآورد کرده بوده است.
کشتی‌رانی در خوزستان از طریق رود کارون صورت می‌گرفته و با توجه به طبیعت رودخانه کارون که در محل اهواز دارای چندین رگه صخره‌ای در بستر خود می‌باشد به دو بخش بالادست و پایین‌دست تقسیم شده بود. همچنین ویرانه‌های سد باستانی اهواز نیز که در زمان احداث باز هم بر روی بستر صخره‌ای بنا شده بود مانع دیگری برای کشتی‌رانی بوده است. شاخهٔ بالادست یا کارون شمالی از شوشتر تا اهواز و شاخهٔ جنوبی یا پایین‌دست از اهواز تا خلیج فارس را دربرمی‌گرفته است؛ بنابراین کشتی‌هایی که از شوشتر حرکت می‌کرده‌اند در محل اهواز به‌ناچار بار خود را به کشتی دیگری در سمت جنوبی صخره منتقل می‌کرده‌اند. این دست به دست شدن بار موجب پیدایش انبارها و کاروان‌سراهای  بسیاری در اهواز شد و تبدیل به یکی از دلایل رونق تجارت و نتیجتا رونق شهر اهواز گشت. ازجمله تأسیسات مرتبط با بندر و تجارت در اهواز آن زمان، واگن اسبی بوده است که با احداث یک رشته خط آهن و توسط واگن‌هایی که با اسب کشیده می‌شده‌اند بار و کالای تجاری را در امتداد رودخانه و بین کشتی‌ها جابه‌جا می‌کرده است.

در شوشتر اسنادی به دست آمده که حاکی از تجارت دریایی با دورترین بندرهای تجاری معروف آن دوران دنیا در هند و آفریقا و خاور دور می‌باشد و این امر جز با وجود بندری در کنار صخرهٔ ذکرشده، برای بارگذاری و بارگیری میسر نمی‌شده است.

### بندر ناصری
آزادی کشتیرانی در کارون پایین (از خرمشهر تا اهواز) در سال ۱۲۶۷ خ. (۱۸۸۸ م.) بر روی کشتی‌های خارجی، باعث رشد و رونق تجارت در ایالت و به‌ویژه شهرهای خرمشهر و اهواز گردید. افزایش حجم مبادلات و داد و ستد، صادرات کالا به خارج و واردات کالا به خرمشهر، سبب گردید تا مردم اندک اندک به شهرهای مزبور مهاجرت کرده بر جمعیت آن‌ها افزوده شود.
کسب امتیاز آزادی کشتیرانی در رود کارون توسط انگلیسی‌ها در درجهٔ اول به منظور تسخیر بازارهای داخلی و مرکزی کشور بود و بدون ارتباط کارون با مناطق مرکزی کشور، آزادی کشتیرانی چندان مطلوب نبود. از این رو در اکتبر سال ۱۲۷۵ خ. (۱۸۹۶ م.) شرکت برادران لینچ پیشنهاد احداث جاده کاروان‌رو بین اهواز و اصفهان را به دولت ایران ارائه داد. پس از مذاکرات طولانی بین انگلیسی‌ها و دولت ایران، بالاخره در تاریخ سیزدهم اسفند سال ۱۲۷۶ قرارداد احداث جاده مزبور بین چارلز هاردینگ دبیر اول سفارت انگلیس در تهران و علیقلی‌خان سردار اسعد به امضاء رسید.
سپس در سال ۱۲۷۸ خ. (۱۸۹۹ م.) راه مزبور افتتاح شد. افتتاح راه کاروان‌رو اهواز به اصفهان باعث رشد و تسریع مبادلات تجاری و واردات و صادرات کالا شد.

همین امر یعنی احداث جادهٔ اهواز ـ اصفهان، اهمیت و نقش اهواز را به عنوان حلقهٔ وصل و پل ارتباطی محموله‌های آبی و محموله‌های خشکی بیش از پیش متجلی ساخت. به‌دلیل وجود صخره‌های طبیعی موجود در رودخانه و آثار برجای مانده از سد باستانی شادُروان اهواز، ادامه حرکت کشتی‌ها به طرف شوشتر (مرکز آن زمان خوزستان) مقدور نبود؛ لذا کالاها قبل از مانع مذکور از کشتی تخلیه شده و با حمل آن‌ها به بالادست صخره‌ها، دوباره به وسیله کشتی‌های دیگر به سوی شوشتر روانه می‌شدند. در دوره قاجار، حکومت برای حفظ امنیت تجارت در کنار رودخانه پادگان و بندری بنا نمود که به بندر ناصری شهرت یافته بود.
با آزادی کشتیرانی در رود کارون و به‌ویژه پس از احداث جاده کاروان‌رو لینچ و افزایش حجم مبادلات تجاری، ساختمان‌ها و مستحدثات قبلی، جوابگوی این حجم وسیع از مبادلات نبودند. از این رو پس از آزادی کشتیرانی در رود کارون در سال ۱۲۶۷ م. (۱۸۸۸. م)، حسین قلی‌خان نظام‌السلطنه، حکمران جدید خوزستان، ماموریت یافت که در آن ناحیه به‌طور جدی اصلاحاتی انجام دهد. همچنین گزارش جامعی در مورد طایفه‌های ساکن در اطراف رودخانه کارون، کیفیت کشتیرانی آن و وضعیت نیروهای انتظامی در آن منطقه تهیه نماید. در این فرمان از نظام‌السلطنه خواسته شده بود که شش ماه از سال را در خرمشهر اقامت کند.
نظام‌السلطنه نیز در محلی پایین‌تر از آن صخره‌ها، که محل تخلیه محموله‌های کشتی بود، ساختمان‌هایی بنا نهاد و برای حفظ کالاها و محموله‌های تخلیه شده، سرباز و پاسبان در آنجا بنشاند.

ساختمان‌هایی که توسط نظام‌السلطنه برای تسهیل امور تجاری و تخلیه و بارگیری کالا احداث شده بودند به بندر ناصری معروف گردید. این ساختمان‌ها عبارت بودند از لنگرگاه، کاروانسرا، بازار و سربازخانه.
وجه تسمیه نام ناصری نیز بر مبنای نام ناصرالدین شاه بود.
این بندر در کناره شرقی رود کارون و روبه‌روی بندر امانیه ساخته شد. بندر امانیه نیز در کناره غربی رود کارون و در ابتدای جاده کاروان‌رو هویزه بود. کالاهای تخلیه شده در بندر ناصری با تراموای اسبی به سه کیلومتر بالاتر برده می‌شد تا از آنجا به شوشتر بارگیری شود.
در سال ۱۲۷۸ خ. (۱۹۰۰ م.) این شهر بطورمستقیم به بازارهای مرکز ایران متصل شد. در حقیقت اهواز به عنوان بندر استان‌های مرکزی بود، به همین دلیل جمعیت آن رو به افزایش گذاشت. علاوه بر ساختمان‌های احداثی توسط نظام‌السلطنه، شرکت ناصری نیز تأسیساتی نظیر انبار کالا و اسکله، یک خط تراموای سبک بین کارون پایین (پایین سد) و کارون بالا (بالای سد) احداث کرد.
از آنجایی که آزادی کشتیرانی در رود کارون و افتتاح جاده کاروان‌رو اهواز ـ اصفهان موجب رونق و توسعه اهواز شده بود و به اعتباری دیگر اصلی‌ترین بخش اقتصادی آن، همان تخلیه کالا در بندر ناصری و سپس بارگیری آن در اهواز بود، پس رفته‌رفته نام اهواز تحت تاثیر نام «ناصری» قرار گرفت و شهر اهواز با نام‌ «ناصری» یا «ناصریه» نیز شناخته می شد.

### انتقال مرکز استان
پس از اینکه ناصرالدین شاه به خارجی‌ها برای کشتیرانی در قسمت جنوبی رود کارون مجوز داد، شهر رونق دوباره یافت، زیرا وجود رشته سنگی در محل کنونی پل هفتم مانع از ادامه مسیر کشتی‌ها به قسمت‌های بالا دست کارون می‌شد و کشتی‌ها ناچار بودند بار خود را در این سوی صخره تخلیه کنند و سپس به کشتی‌هایی که در آن سوی صخره بودند منتقل کنند.
کم‌کم ساختمان‌ها و تأسیساتی در این قسمت به وجود آمد و رونق آن هر روز بیشتر می‌شد.
قسمت شرقی شهر ابتدا شکل گرفت و محلهٔ عامری و خیابان ۲۴ متری از نخستین قسمت‌های اهواز جدید بودند.
درگیری‌های مختلف دوران مشروطیت و کشف نفت در مسجدسلیمان و وضع اسف‌بار شوشتر در دوران قاجاریه از یکسو و شیوع طاعون مهلک در آخرین سال‌های سده ۱۳ خورشیدی و همچنین برچیده شدن کشتیرانی در کارون شمالی از سوی دیگر و نیز رونق روزافزون اقتصادی اهواز باعث شد تا مرکزیت خوزستان در آغاز حکومت پهلوی از شوشتر به اهواز منتقل شود.

### اوایل سده بیستم
اهواز در سال‌های ابتدایی سده بیستم، اگرچه مرکز استان نبود، اما به‌دلیل وجود منابع نفتی و فعالیت شرکت نفت انگلیس و ایران، شاهد تحولات اقتصادی مهمی بود. توسعه صنعت نفت و حضور شرکت نفت، موجب ایجاد یک انقلاب صنعتی تازه در این بخش از ایران شده بود که نه تنها امنیت منطقه را افزایش داد، بلکه اشتغال و تحولات اجتماعی نیز به‌دنبال داشت.
اهواز و اطراف آن، در نخستین سال‌های سده بیستم، (۱۲۹۰ تا ۱۳۰۰ خ.) همچنان تحت تاثیر قبیله‌ها و خان‌های منطقه بود که امنیت و نظم را به هر‌شکل ممکن تامین می‌کردند. بطورمثال نقش شیخ خرمشهر و خان‌های بختیاری در حفظ امنیت و پیشگیری از بلوا و آشوب بسیار موثر بود. خان‌های بختیاری از شوشتر تا آبادان، به شکل پراکنده حضور داشتند. برخی قبیله‌ها که درگذشته رفتار خشونت‌آمیزی داشتند، تحت تاثیر گسترش صنعت و شرکت نفت، به فنی‌کارهایی خبره تبدیل شده‌ بودند. به‌طورکلی، این منطقه نسبت به دیگر بخش‌های ایران، از بی‌نظمی و هرج‌و‌مرج، مصون بود.
خان‌های بختیاری، قدرت زیادی در حفظ امنیت قبیله‌ها و پیشگیری از جنگ‌های داخلی داشتند، که این امر برای شرکت نفت در توسعه میدان‌های نفتی حیاتی بود. اما نگرانی انگلیس‌ها این بود که این خان‌ها در امور سیاسی بلندمدت یا برنامه‌ریزی‌های کارآمد، آنچنان که باید، هوشمندانه عمل نمی کردند. بختیاری‌ها در پست‌های مختلف حکومتی حضور داشتند، اما اغلب به صورت پراکنده و کوتاه‌مدت.
با وجود پیشرفت‌هایی که در اهواز رخ داده بود، شرایط سخت آب و هوایی، نبود امکانات ساختاری مناسب، خطر اقدامات قبیله‌ای و مشکلات عبور و مرور، به چالش‌هایی مهم در توسعه‌ی اهواز و مناطق پیرامون آن تبدیل شده بودند. شرکتهای انگلیسی تاکید زیادی بر حفظ امنیت میدان‌های نفتی و پالایشگاه ها در اهواز و اطراف آن را داشتند، چرا که احتمال شورش و آشوب مردم وجود داشت.
رشد و گسترش تجارت و احداث بندر ناصری سبب گردید تا بسیاری از بازرگانان شهرهای شوشتر و دزفول از آن شهرها مهاجرت کرده و در بندر ناصری رحل اقامت گزینند. فتنه‌انگیزی و آشوب‌های شهر شوشتر و دودستگی میان مردم نیز 
مزید بر علت بود تا روند مهاجرت را سرعت بخشد، در شهر دزفول نیز دار‌ و دسته‌ی شیخ محمدطاهر، با شرارت‌های خود، آرامش را از مردم ربوده بودند، به همین سبب، بازرگان‌های آن شهر، تمایل بیشتری به مهاجرت داشتند. در حقیقت این نخستین مهاجرت شوشتری‌ها و دزفولی‌ها به اهواز بود، همین امر سبب شد تا چند سال پس از آزادی کشتیرانی در رود کارون یعنی در سال ۱۸۹۲ م. و حتی پیش از افتتاح جاده کاروان‌رو اهوازـاصفهان، حاج محمد معین‌التجار، کاروانسرایی با ۲۴ دهنه مغازه در اهواز را طرح‌ریزی و بازگشایی کند و به‌قول کنسولگری انگلیس، او درصدد است بر تعداد آن‌ها بیفزاید. نظام‌السلطنه حاکم ایالت و معزالسلطنه به اتفاق هم دو کاروانسرای دیگر ساختند. آن‌ها همچنین دو راسته بازار احداث کردند. معین‌التجار نیز به پیروی از آن‌ها یک راسته بازار احداث کرد. بدین ترتیب در آستانه جنگ جهانی اول (۱۹۱۴. م) بندر ناصری باعث گسترش روستاهای تشکیل‌دهنده‌ی شهرستان اهواز شدند، تاجایی که در سال ۱۳۰۳ ه.خ. (۱۹۲۵. م) به دستور رضاشاه پهلوی، مرکز استان ششم (خوزستان) از شوشتر به بندر ناصری تغییر کرد. در ادامه، در شهریور ۱۳۱۴ به موجب تصویب کابینه وزیران، نام بندر ناصری به اهواز تغییر یافت.

### جنگ مردم اهواز و عثمانی‌ها با انگلستان
در سال ۱۲۹۴ خ. بین مردم عرب خوزستان و نیروهای نظامی انگلیس جنگی در گرفت که این جنگ در دو مرحله صورت گرفت. مرحلهٔ اول جنگ مردم عرب خوزستان با اسلحه سرد بود که منجر به شکست انگلیس شد. در مرحله دوم انگلیس با اسلحه گرم سنگین، روبروی مردم عرب خوزستان قرار گرفت، اما اسلحهٔ مردم عرب تغییری نکرد و با همان اسلحه‌های سرد با انگلیس روبرو شدند که منجر به کشته شدن صدها تن از این مردم شد، آرامگاه این کشته شدگان در ۱۰ کیلومتری اهواز-سوسنگرد (المنیور) قرار دارد. از معروفترین شخصیت‌های این جنگ حاج سبحان و همچنین عاصی الشرهان بودند که از شیوخ بنی طرف و شیخ محیی الدین زیبق شیخ شرفاء به‌شمار می‌آمدند. این جنگ به نبرد جهاد مشهور است. در جریان جنگ جهانی اول علمای نجف من‌جمله «محمدکاظم طباطبایی یزدی» که مرجع تقلید عالم تشیع بود به منظور پیشگیری از تهاجم انگلیس به کشورهای اسلامی و تجهیز قوای مسلمان فتوای جهاد علیه قوای مهاجم را صادر کردند.
پس از ابلاغ فتوا، عشایر عرب خوزستان، ازجمله دشت آزادگان از مناطق سوسنگرد، بستان، بخش مرکزی شهرستان حمیدیه، هویزه و روستاهای اطراف، به سوی اهواز حرکت کردند و پس از نزدیک‌به ۵۰ کیلومتر پیاده‌روی در دشتی بین اهواز و حمیدیه، در برابر قشون انگلیس صف‌آرایی کردند. بسیاری از طایفه‌های دشت آزادگان در این جنگ حضور داشتند.
نیروهای انگلیس از چندین لشکر مجهز به توپخانه و سلاح سنگین تشکیل شده بودند و «ویلسون» یکی از قوای انگلیسی با همکاری شخصی به نام «کوکی» از شعیبه و بصره و خرمشهر به اهواز آمد و در آنجا متمرکز شد. ویلسون، ابتدا نامه‌ای به عشایر منطقهٔ دشت آزادگان نوشت و اعلام کرد که لشکر انگلیس هیچ‌گونه دشمنی‌ با آن‌ها ندارند، بنابراین آنها باید به لشکر بریتانیا اجازه دهند تا به راه خود ادامه دهد.
عشایر خوزستانی در اهواز، با رد پیشنهاد انگلیس، به ویلسون نوشتند که به هیچ وجه اجازهٔ عبور به لشکر انگلیس را نخواهند داد. پس برای جنگ با لشکریان ویلسون به خط اول جبهه آمدند. سلاح‌های عشایر در این جنگ شامل «تفنگ»، «فاله»، «چماق قیری» (مگوار)، نیزه و شمشیر بود.
نیروهای انگلیس پس از دریافت پاسخ عشایر، از اهواز به طرف تپه‌های منیور در غرب اهواز به حرکت درآمدند و برای جنگ با عشایر آماده شدند. عشایر با سر دادن شعارهای اسلامی، خود را برای شهادت آماده ساخته بودند. با توجه به برتری ارتش انگلیس و عدم برخورداری امکانات جنگی عشایر، به افراد دستور دادند که با یورش شبانه به انگلیسی‌ها، اجازهٔ استفاده از توپخانه و سلاح سنگین را ندهند. در این زمان نیروهای عثمانی به کمک نیروهای خوزستان آمدند. در این نبرد، همیاری میان عشایر عرب و ترک شکل گرفت. «طاهر هاشمی آل مهدی» از افراد برجسته ی قوم سادات آل مهدی، آخرین رزمندهٔ دفاع عشایر عرب در برابر سپاه انگلیسی ها بود که تیرماه سال ۱۳۸۹ در سن ۱۱۲ سالگی بر اثر کهولت سن، دار فانی را وداع گفت. در اهواز، سالگرد این جنگ، مورد تقدیر قرار می‌گیرد، که در نود و پنجمین مراسمِ آن، ۴۰ خبرگزاری داخلی و خارجی جهت پوشش خبری این مراسم، حضور داشتند. تجمع بزرگ عشایر عرب خوزستان در محل یادمان عشایر عرب خوزستان در ۱۵ کیلومتری غرب اهواز، در پشت روستای گمبوعه با حضور علما، مسئولان کشوری و استانی و عشایر خوزستان برگزار شد.
در این مراسم امام جمعه اهواز فرمودند: «مردم خوزستان در سه محور با انگلیسی‌ها مقابله کردند. درگیری اول در حد فاصل اهواز و حمیدیه با شرکت طایفه‌های بنی طرف، سواری، بنی سالم، سواعد و … رخ داد که حماسه المنیور را رقم زد.
محور دوم درگیری، در شمال اهواز و با حضور طایفه‌های زرگان، باوی، حمیدی، نواصر، سلامات و در یک عملیات پارتیزانی به انفجار لوله‌های نفت شرکت انگلیسی منتهی شد، و سومین محور، عملیات در منطقه شادگان توسط طایفه‌های بنی کعب و دیگر عشایر فهیم منطقه، به فرماندهی جابر آلبوشوکه و الوان کعبی علیه نیروهای اشغالگر انجام شد.»

### اهواز امروز
اهواز امروز، شهری بزرگ و پهناور است که در دو سوی رود پرآب کارون واقع شده است.
قسمت غربی، محله‌های مسکونی بزرگی همچون کیانپارس، کیان‌آباد تا کمپلو، لشکر، گلستان و پردیس؛ و دانشگاه‌ها و سازمان‌های دولتی را در خود جای داده است؛ که امانیه و فلکه ساعت، هستهٔ مرکزی غرب را تشکیل می‌دهند.
قسمت شرقی، که مرکز تجاری و بازارهای بزرگ شهر را در خود جای داده است، شامل محله‌هایی همچون کوت عبدالله و پادادشهر، تا آسیه آباد و کوی سلطان منش و کوروش و زیتون کارمندی و شهرک نفت و سپیدار می‌شود؛ و مکان‌های زیر، همگی هسته‌ی مرکزی شرق را تشکیل می دهند:
- خیابان نادری (سلمان فارسی)،
- خیابان امام خمینی (پهلوی)،بازار شاه (بازار امام) از نقاط پرتردد شهر اهواز

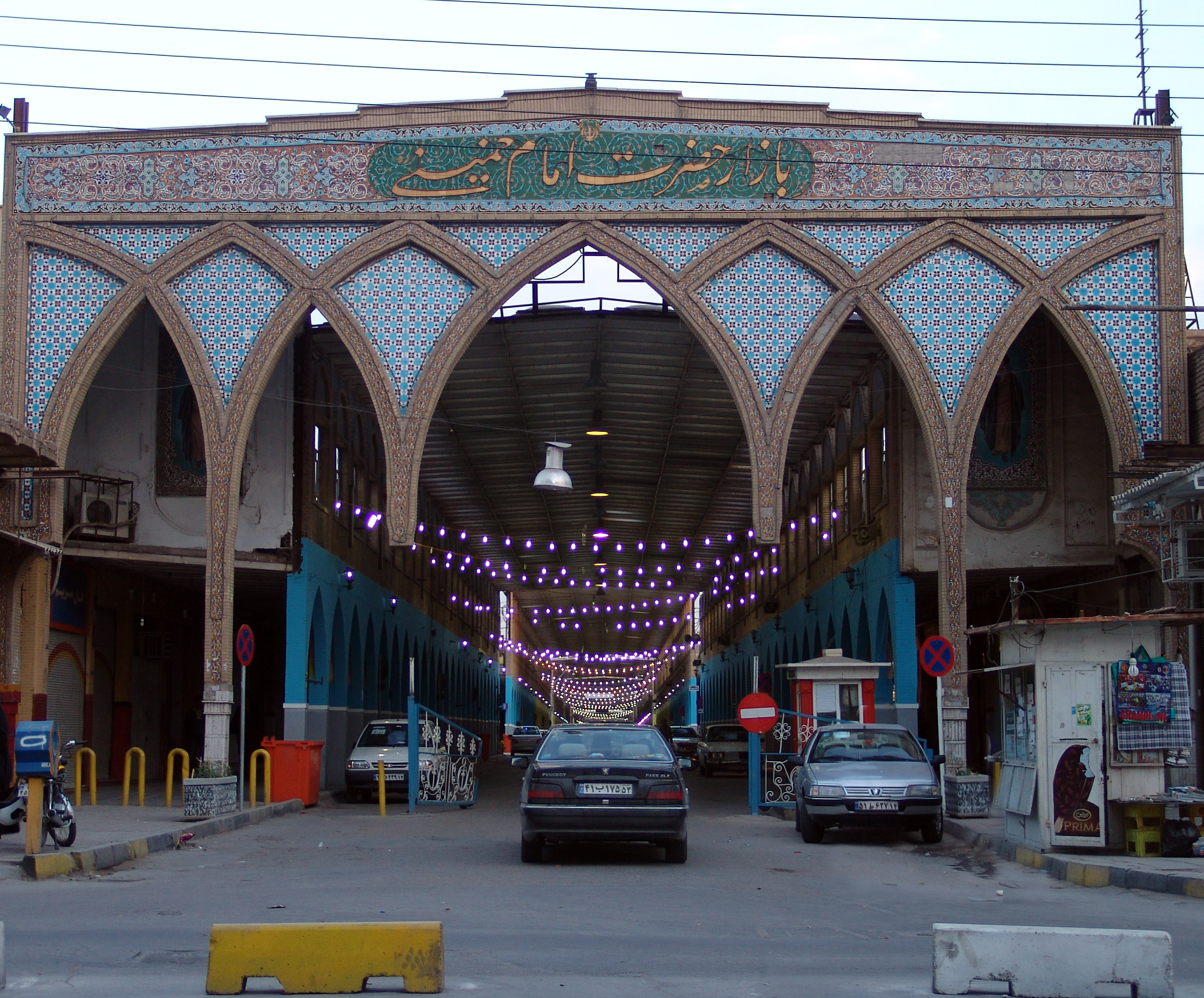
بازار شاه (بازار امام) از نقاط پرتردد شهر اهواز

- خیابان آزادگان (۲۴متری یا رضاشاه کبیر)،
- خیابان شریعتی (۳۰‌متری یا کوروش کبیر)،
- خیابان باغ شیخ (ادهم)،
- خیابان طالقانی (شاپور)
- خیابان زند (اباذر).[۹۳]

### میدان نفتی اهواز
میدان نفتی اهواز چهارمین میدان بزرگ نفتی ایران است، که در سال ۱۳۳۷ با حفر چاه شماره۶ اهواز کشف گردید. درحال حاضر ظرفیت تولید میدان اهواز به‌طور میانگین برابر با ۷۵۰ هزار بشکه در روز می‌باشد. میزان نفت درجای این میدان برابر با ۳۷ میلیارد بشکه است.
نخستین چاه اکتشافی در میدان نفتی اهواز، در مرداد ۱۲۹۱ تا عمق ۱۱۰۰ متری حفاری شد و در پی اقتصادی نبودن تولید از آن، عملیات اکتشاف متوقف شد. چاه شماره۲ اهواز نخستین چاهی بود، که به سازند آسماری رسید، این چاه تا کلاهک گازی حفاری گردید، اما بار دیگر عملیات حفاری در این میدان متوقف شد. بین سال‌های ۱۳۲۸ تا ۱۳۳۶ سه حلقه چاه دیگر نیز در میدان نفتی اهواز حفاری شد. مخزن آسماری میدان نفتی اهواز در سال ۱۳۳۷ با حفر چاه شماره۶ اهواز توسط شرکت سهامی اکتشاف و استخراج نفت، کشف گردید. یک سال بعد، در سال ۱۳۳۸ تولید از میدان نفتی اهواز با میزان ۳۵ هزار بشکه در روز آغاز شد.
تولید از مخزن بنگستان میدان نفتی اهواز در سال ۱۳۵۰ آغاز گردید. حجم ذخیره درجای نفت خام مخزن بنگستان میدان اهواز در حدود ۳۱ میلیارد بشکه برآورد می‌شود. تاکنون بیش از ۴۶۰ حلقه چاه نفت در میدان اهواز حفاری شده است. میدان نفتی اهواز از میدان‌ها تحت مدیریت شرکت ملی مناطق نفت‌خیز جنوب است، که عملیات تولید از آن توسط شرکت بهره‌برداری نفت و گاز کارون انجام می‌گیرد. طول این میدان ۶۷ کیلومتر و عرض آن ۶ کیلومتر است، که از شمال با میدان نفتی رامین، از شرق با میدان نفتی مارون، از جنوب با میدان نفتی شادگان و میدان نفتی منصوری و از غرب با میدان نفتی آب تیمور و میدان نفتی سوسنگرد مجاور است.

### نخستین پایتخت کتاب ایران
در نخستین دوره از اجرای طرح پایتخت کتاب ایران، ۶۴ شهر با ۳۹۰ طرح و برنامه به این فراخوان جواب داده و تقاضا داشتند به عنوان پایتخت کتاب ایران انتخاب شوند. پس از ارزیابی‌های کارشناسی، ۱۰ شهر به مرحله نهایی راه یافتند و به هیئت داوران معرفی شدند. هیئت داوران با در نظر گرفتن اهداف و شاخص‌های ارزیابی، در نخستین مرحله از داوری، شهرهای یزد، بوشهر، گنبدکاووس، نیشابور و اهواز را به عنوان نامزدهای نهایی جشنواره معرفی کردند. در نهایت بر اساس بیانیه هیئت داوران پایتخت کتاب ایران، اهواز به‌دلیل ارائه برنامه‌های نوآورانه، مشارکت‌جویانه، مؤثر و منسجم و استفاده از ظرفیت‌های بخش خصوصی، گروه‌های مردمی، صنایع و مراکز ورزشی و فرهنگی، لوح افتخار وزیر فرهنگ و ارشاد اسلامی و لوح تقدیر کمیسیون ملی یونسکو را دریافت کرد و به عنوان نخستین پایتخت کتاب ایران در سال ۱۳۹۴ خورشیدی معرفی شد.

## مردم‌شناسی
حسینعلی رزم‌آرا در کتاب فرهنگ جغرافیایی ایران، منتشر شده در 1331 خ. می‌نویسد: «مردم اهواز شیعه هستند و به زبانهای فارسی و عربی سخن می‌گویند.»
اهواز امروز، سکونتگاه اقوام مختلف ایرانی ست، ازجمله عرب‌، بختیاری، شوشتری، دزفولی، بهبهانی، اصفهانی و غیره. برطبق آخرین آمار اطلس زبان‌های ایران، گویش‌ها و زبان‌های رایج در اهواز، و میزان استفاده از هریک، به شرح زیر می‌باشد:
| \| گویش‌ها/‌زبان‌های رایج در اهواز (بروز شده در 1395)[۱۰۵] \| گویش‌ها/‌زبان‌های رایج در اهواز (بروز شده در 1395)[۱۰۵] \| گویش‌ها/‌زبان‌های رایج در اهواز (بروز شده در 1395)[۱۰۵] \| گویش‌ها/‌زبان‌های رایج در اهواز (بروز شده در 1395)[۱۰۵] \| گویش‌ها/‌زبان‌های رایج در اهواز (بروز شده در 1395)[۱۰۵] \| \| ---------------------------------------------------- \| ---------------------------------------------------- \| ---------------------------------------------------- \| ---------------------------------------------------- \| ---------------------------------------------------- \| \| \| \| \| \| \| \| فارسی معیار \| فارسی معیار \| \| ۴۰٪ \| ۴۰٪ \| \| عربی خوزستانی \| عربی خوزستانی \| \| ۲۰٪ \| ۲۰٪ \| \| بختیاری \| بختیاری \| \| ۲۰٪ \| ۲۰٪ \| \| دزفولی \| دزفولی \| \| ۵٪ \| ۵٪ \| \| شوشتری \| شوشتری \| \| ۵٪ \| ۵٪ \| \| قنواتی \| قنواتی \| \| ۴٪ \| ۴٪ \| \| سایر \| سایر \| \| ۴٪ \| ۴٪ \| \| کردی \| کردی \| \| ۲٪ \| ۲٪ \| \| مندایی نو \| مندایی نو \| \| ۰٫۰۰۸۵٪ \| ۰٫۰۰۸۵٪ \| |               |  |         |         |
| گویش‌ها/‌زبان‌های رایج در اهواز (بروز شده در 1395) |               |  |         |         |
| |               |  |         |         |
| فارسی معیار | فارسی معیار   |  | ۴۰٪     | ۴۰٪     |
| عربی خوزستانی | عربی خوزستانی |  | ۲۰٪     | ۲۰٪     |
| بختیاری | بختیاری       |  | ۲۰٪     | ۲۰٪     |
| دزفولی | دزفولی        |  | ۵٪      | ۵٪      |
| شوشتری | شوشتری        |  | ۵٪      | ۵٪      |
| قنواتی | قنواتی        |  | ۴٪      | ۴٪      |
| سایر | سایر          |  | ۴٪      | ۴٪      |
| کردی | کردی          |  | ۲٪      | ۲٪      |
| مندایی نو | مندایی نو     |  | ۰٫۰۰۸۵٪ | ۰٫۰۰۸۵٪ |

اطلس زبان‌های ایران درمورد آمار‌های زبان شناسی خود که آمار زبان‌های کلی استان خوزستان را نشان می‌دهد چنین بیان می‌کند که «این عددها نه نشان‌دهنده‌ی جمعیت اقوام است (چراکه فراتر از دامنه‌ی این اطلس است) و نه گویای چندزبانگی (و ازجمله‌ی آن، تعداد افرادی که زبان اجدادی، زبان دومشان است). مساله‌ی چندزبانگی موضوعی مهم اما پیچیده است که در مطالعه‌ی بزرگ‌مقیاسی مانند این اطلس نمی‌توان آن گونه که باید، به آن پرداخت.»

## اقلیت‌ها

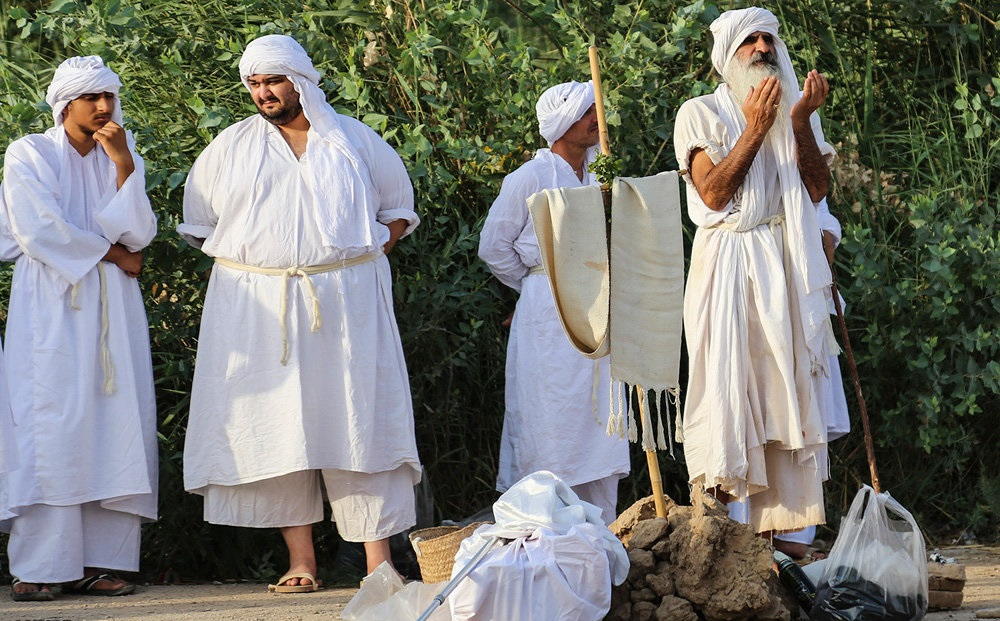
مراسم تعمید مندائی به مناسبت فرارسیدن سال نوی مندائی و همزمان با عید دهواربا در رودخانهٔ کارون، ۱۷ ژوئیه ۲۰۱۷/ ۲۶ تیر ۱۳۹۶.

از اقلیت‌هایی که در اهواز زندگی می‌کنند، می‌توان به اقوام زیر اشاره کرد: مندایی، ارمنی، کلیمی و زرتشتی
اهواز یکی از اسقف‌نشین‌های مسیحیان کاتولیک کلدانی است؛ و از طرف دیگر، شماری از آشوریها را در خود جای داده است.

#### مُندایی(صابئین):
مندائیان یا صابئین پیروان یحیی و یکی از اقلیت‌های مذهبی ایران هستند که آنها را در خوزستان «صُبی» می‌نامند و تعمید در آب جاری، همهٔ ابعاد زندگی منداییان را دربرگرفته است.
محل تمرکز منداییان ایران، در کنار رود کارون در استان خوزستان است. اهواز مرکز اقلیت دینی مندائیان در ایران است که بیشتر این مردم، در پیشهٔ نقره‌کاری فعالیت دارند.
«مندایی نو»، نام زبان این قوم می‌باشد که از گروه زبان‌های سامی و از خانوادهٔ زبان عربی، به عنوان زبان مادریِ تعداد کمی از پیروان آیین مندایی در بعضی از شهرهای کهن‌تر استان خوزستان باقی‌مانده است. بیشتر منداییان اکنون به فارسی صحبت می‌کنند و شماری از آنها، به زبان‌های دیگر استان خوزستان صحبت می‌کنند.
- غسل تعمید

صابئین مندایی، هر یکشنبه در کنار رودخانه کارون غسل تعمید می‌بینند. تعمید اصلی‌ترین منسک مندائیان است که در زبان مندائی، «مصویا» گفته می‌شود. تعمید فقط باید توسط روحانی مندائی انجام شود. انجام تعمید به خودی خود در هر زمانی مستحب است. فرد روحانی مندایی داخل آب می‌رود و سپس فرد تعمید شونده در آب می‌نشیند. اگر کودک باشد، همراه فرد دیگری داخل آب می‌رود. ا خواندن «بوثه»‌ای دیگر آب روی سر فرد ریخته می‌شود. سپس فرد از آب بیرون آمده، روی صندلی، کرسی یا تخته‌ای می‌نشیند و روحانی بار دیگر از «گنزاربا» می‌خواند. سپس فرد دعای توبه یا حفاظت را می‌خواند و نان و آب مقدس را می‌خورد.
- ازدواج

مناسک ازدواج در صبح یکشنبه آغاز می‌شود و عروس و داماد هر کدام دو بار توسط روحانی تعمید می‌شوند. بعد از انجام تعمیدها عروس و داماد از محل تعمید که لب رودخانه است به محل اجرای مراسم ازدواج می‌روند. مناسک عروسی مندایی مناسکی مشتمل بر عهد گرفتن از عروس و داماد، خوردن غذای مشترک آئینی و رد و بدل کردن آئینی بعضی هدایا است.

#### زرتشتی:
در اهواز اقلیت دینی زرتشتی همانند سایر زرتشتیان ایران، در جشن‌ها و مراسم مختلف گرد هم می‌آیند و آداب و رسوم خود را برپا می‌کنند.
- جشن سده

در روز دهم بهمن ماه هر سال زرتشتیان اهواز گرد هم می‌آیند و با برافروختن آتش و خواندن سرود و نیاش آیین جشن سده را به جا می‌آورند.
- جشن فروردینگان

این جشن در روز نوزده فروردین ماه برای یادبود درگذشتگان برپا می‌شود و با پخت خوراک و نان از مهمانان جشن پذیرایی می‌کنند.
- درگذشت اشو زرتشت

زرتشتیان اهواز در سالگرد درگذشت پیامبر خود اشوزرتشت گرد هم می‌آیند و به نیایش و خیرات برای شادی روح درگذشتگان می‌پردازند.
- اردیبهشتگان

اردیبهشتگان از جملهٔ جشن‌های دوازده‌گانهٔ سال ایران باستان بوده است و از شمار جشن‌های آتش است. زرتشتیان اهواز دوم اردیبهشت هر سال دور هم جمع می‌شوند و آن را جشن می‌گیرند.
- جشن گهنبار

گهنبار از با شکوه و مهم‌ترین جشن‌های مردمی زرتشتیان است که هدف برجسته آن، باروری یعنی بخشش و داد و دهش و ایجاد همبستگی و همازوری و پی بردن زرتشتیان از وضع یکدیگر در جامعه است. زرتشتیان در این جشن‌ها به ستایش اهورامزدا و سپاسگزاری از او برای داده‌ها و آفریده‌های نیک اش می‌پردازند.
- جشن مهرگان

مهرگان یکی از کهن‌ترین جشن‌های ایرانی است که همچون سایر نقاط این در اهواز هم برگزار می‌شود.

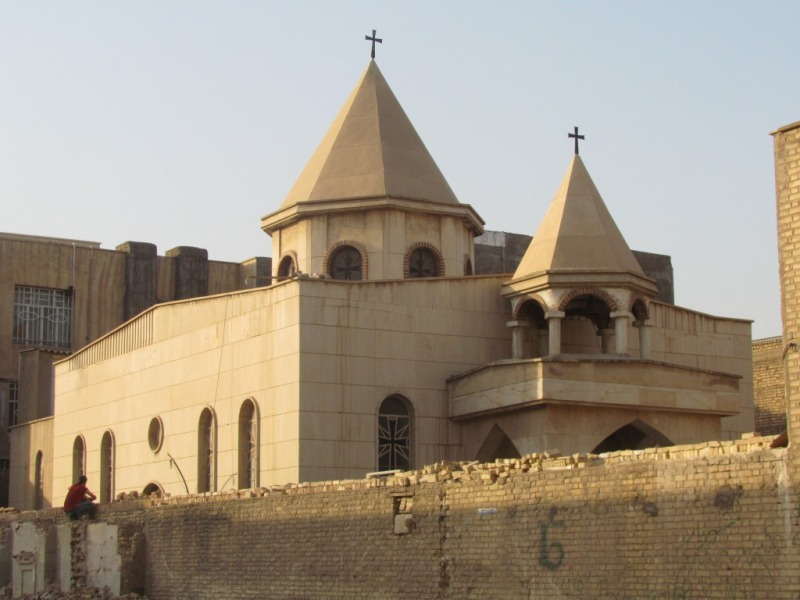
کلیسای سورپ مسروپ اهواز

#### ارمنی:
جامعهٔ ارمنی در اهواز، از اقلیت‌های قومی هستند.

#### کلیمی:
جمعیت کلیمیان اهواز در قرون وسطی به سرعت رو به رشد بود به‌طوری‌که این شهر در دوران اشغال جنوب ایران به دست انگلستان یکی از مراکز صهیونیزم به‌شمار می‌آمد و از شهرهای دیگر یهودیان به این شهر مهاجرت می‌کردند. پس از ۱۹۴۸ میلادی بسیاری از کلیمیان مهاجرت کرده به اهواز به اسرائیل و تهران مهاجرت کردند سایر آنان نیز پس از انقلاب ۱۳۵۷ اهواز را ترک کردند به‌طوری‌که در اوایل سده ۲۱ کمتر از ۵ خانواده کلیمی در اهواز زندگی می‌کردند. یهودیان بیشتر در حرفه داروسازی فعالیت داشتند.

## جغرافیا و آب‌وهوا

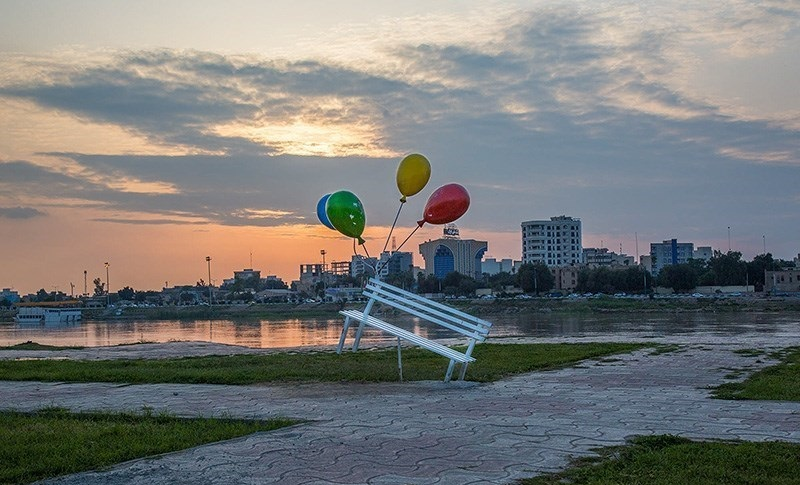
اهواز و کارون، در دوره گسترش ویروس کرونا و قرنطینه همگانی

اهواز در موقعیت جغرافیایی ۳۱ درجه و ۳۰ دقیقه عرض شمالی و ۴۸ درجه و ۶۵ دقیقه طول شرقی، در بخش جلگه‌ای خوزستان و با ارتفاع ۱۲ متر از سطح دریا واقع شده است.

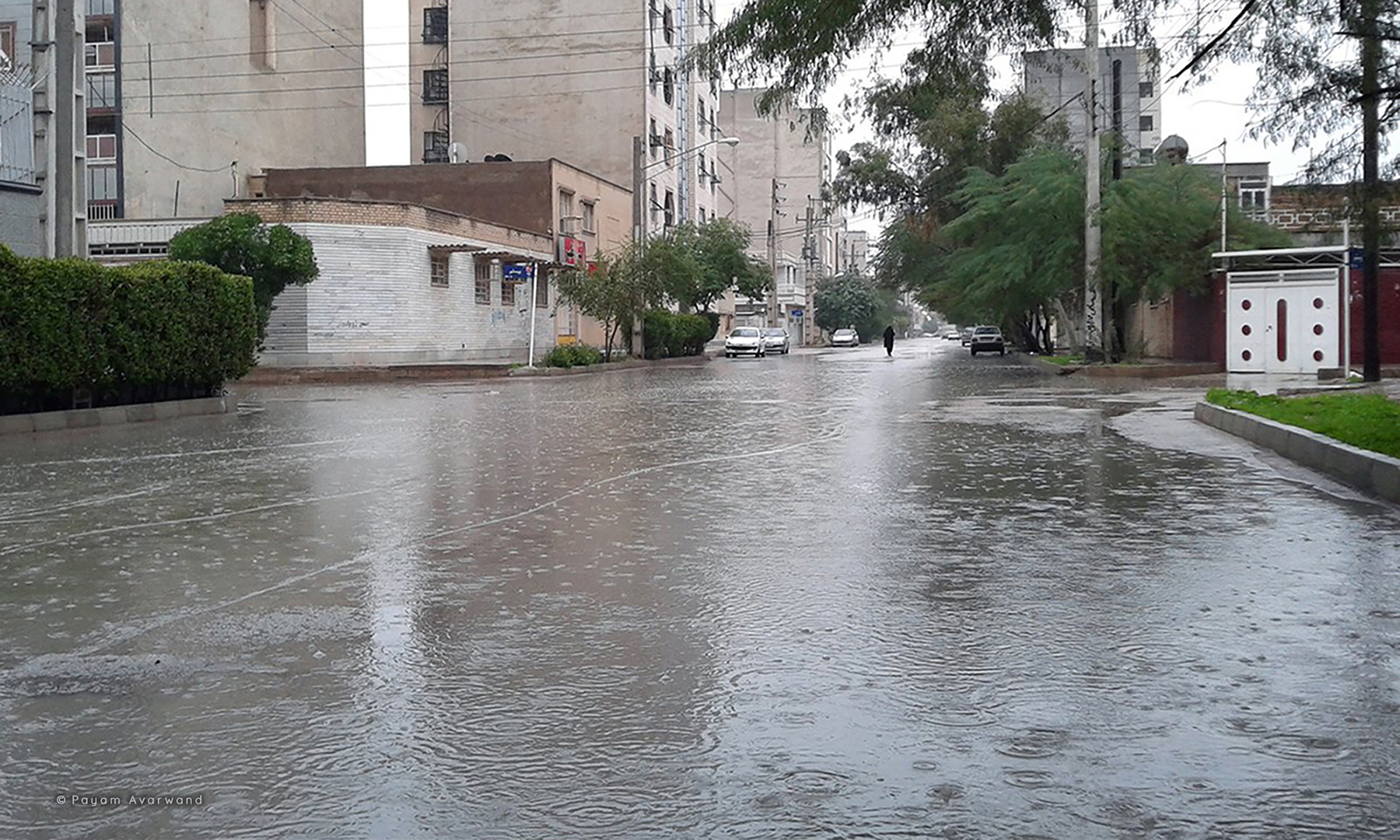
کیان‌آباد - ۱۳۹۱ خ.

بخش بزرگی از استان خوزستان، جلگه است و شهر اهواز نیز در بخش جلگه‌ای جای دارد. در زمستان سرما تا پنج درجه سانتیگراد کاهش و در تابستان تا پنجاه درجه سانتیگراد افزایش 
می‌یابد.

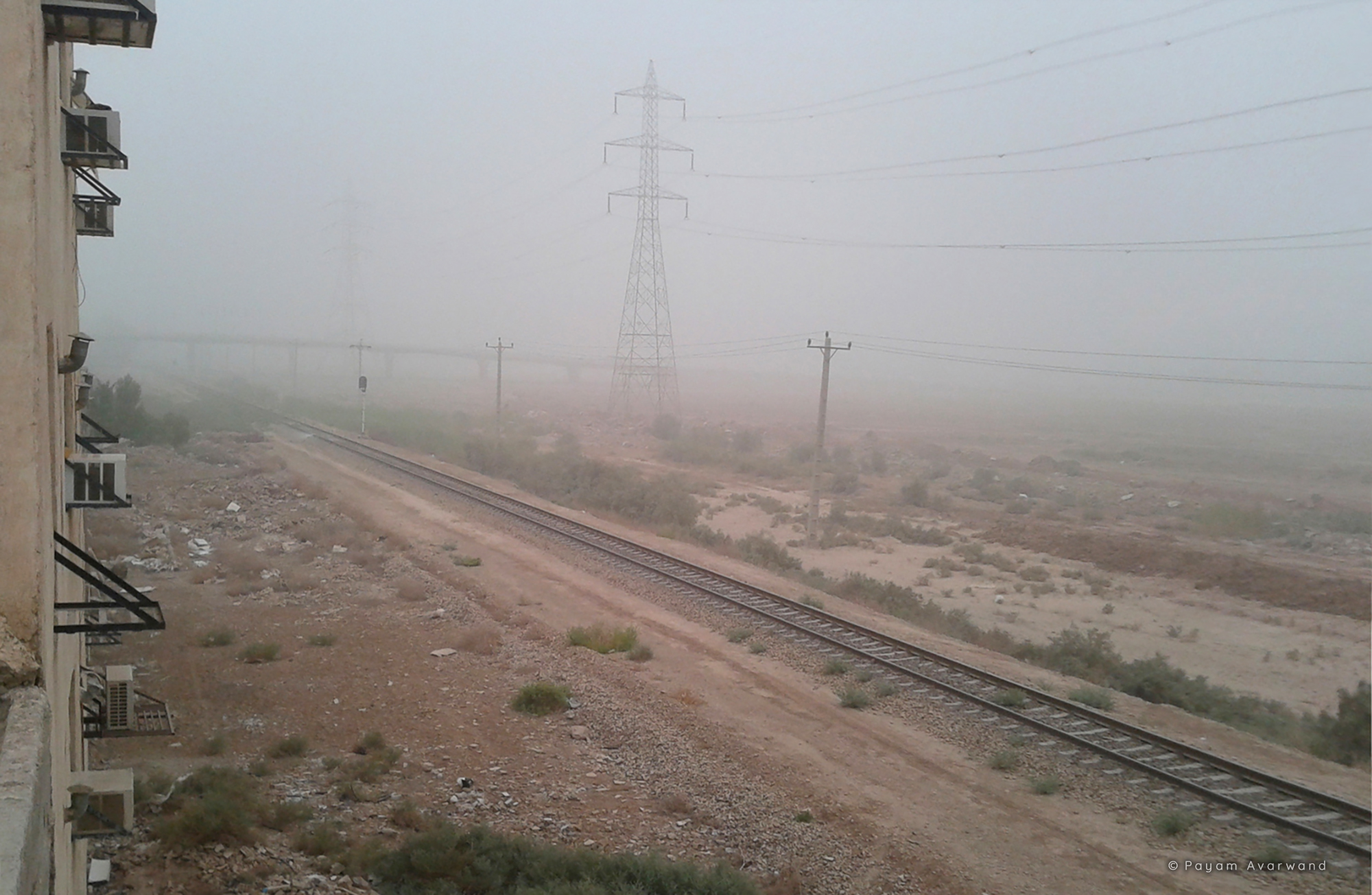
ریزگردها در اهواز - مهرشهر کنونی - ۱۳۹۱ خ.

در۱۳ ماه جون۲۰۲۲ (۲۲ تیر ۱۴۰۱)، ناسا با مشخص کردن شهر اهواز با دمای ۴۶٫۵ درجه سانتی‌گراد، اهواز را در فهرست گرمترین شهرهای جهان قرار داد.

### آلودگی هوا
بر اساس آمار رسمی، اهواز پس از اصفهان و تهران، بیشترین آلودگی هوا را دارد. میزان آلودگی هوا در این شهر روزبه‌روز افزایش یافته و شدیدتر می‌شود. مهم‌ترین علت آلودگی هوای اهواز، گردوغبار و حمل‌ونقل درون‌شهری است و دیگر عامل آلودگی‌ها گسترش افسارگسیخته بافت شهری و رسیدن آن به کارخانه‌هایی مانند ایران کربن و فولاد خوزستان است.
بارها از طرف سازمان‌های مختلف همچون سازمان حفاظت محیط زیست استان خوزستان اعلام شده که اهواز ۸ برابر بیش از حد مجاز آلوده است، به همین دلیل بیشتر پروازها لغو و مدارس و کودکستانهای این شهر تعطیل می‌شوند، برخی سازمانهای دولتی دلیل این گرد و غبار را آلودگی ناشی از گرد و غبار صحرای عربستان و جنوب عراق و همچنین نبود بارش باران و نبود پوشش گیاهی در برخی مناطق خوزستان دانسته‌اند. دامنهٔ گسترش این آلودگی به استان‌های ایلام، لرستان و برخی از شهرهای استان فارس و بوشهر نیز بروز کرده.
بر اساس برنامه‌های سازمان محیط زیست، در صورت افزایش ۵۰۰ هکتاری پوشش گیاهی در شهر اهواز، و انجام برنامهٔ کمربند سبز، بین چهار تا شش درجه از گرمای هوا در اهواز کاسته خواهد شد، و آلودگی هوا نیز تا حد چشمگیری پایین خواهد آمد. وانگهی از پاییز ۱۳۸۵ کل استان خوزستان درگیر پدیده توفان خاک شده است که زیان‌های مالی و جانی فراوانی به بار آورده است و گمان نمی‌رود با این برنامه‌ها بتوان آن را ناپدید یا کم نمود.
در سال ۲۰۱۱ بر پایهٔ گزارش سازمان بهداشت جهانی شهر اهواز آلوده‌ترین شهر جهان شناخته شده است.

### بحران زیست‌محیطیِ ریزگردها
این بحران باعث شده است شهر اهواز -مرکز این استان- از سوی سازمان بهداشت جهانی به عنوان یکی از آلوده‌ترین شهرهای جهان شناخته شود که باعث مشکلات تنفسی شهروندان این شهر شده است. احتمال آلوده بودن این ریزگرد به مواد رادیواکتیو نگرانی‌های گسترده‌ای در مورد تأثیر این پدیده بر سلامت شهروندان به وجود آورده است. سالانه نزدیک‌به ۲۲ هزار نفر در استان خوزستان به‌دلیل مشکلات ناشی از آلودگی هوا و ریزگردها به بیمارستان و مراکز درمانی مراجعه می‌کنند. در آبان ۱۳۹۴ در پی بارش باران اسیدی در این استان، برای صدها نفر مشکلات تنفسی پیش‌آمد که آنان را به بیمارستان کشانده و به بستری‌شدن بیش از یکصد نفر منجر شد.
نیمه‌تعطیل شدنِ شهر در پیِ آلودگی هوا
با قطع‌شدنِ آب و برق، خوزستان به‌حالت نیمه‌تعطیل درآمد. از نخستین ساعت‌های بامداد شنبه، ۲۳ بهمن ۱۳۹۵ خورشیدی، آب، برق و اینترنت در اغلب شهرهای بزرگ خوزستان قطع شده و مراکز آموزشی و اداره‌ها تعطیل شدند. گردوغبار شدید و رطوبت زیاد علت این وضعیت اعلام شد. در پیِ آن، جمعی از مردم اهواز در اعتراض به شرایط سخت و روزهای بحرانی اخیر خوزستان در اهواز تجمع کردند. در این تجمع مردم با شعارها و در دست داشتن پلاکاردهای اعتراضی، اعتراض خود را به وضعیت قطعی آب و برق، نبودِ مدیریت مناسب در شرایط آلودگی هوا و در شرایط بحرانی خوزستان و عملکرد ضعیف رئیس سازمان محیط زیست در رسیدگی به موضوع ریزگردها و بحث انتقال آب، اعلام و خواستار رسیدگی سریع به این موضوعات شدند.

### رودخانهٔ کارون
کارون که پرآب‌ترین و بزرگ‌ترین رودخانه ایران است از کوه‌های بختیاری سرچشمه گرفته و از میانهٔ اهواز عبور می‌کند. این رود با طول ۹۵۰ کیلومتر طولانی‌ترین رودی‌ست که تنها در داخل ایران قرار دارد و همچنین تنها رود ایران است که بخشی از آن قابل کشتیرانی است. همچنین آب آشامیدنی کلان‌شهر اهواز از رودخانه کارون تأمین می‌شود.
پیچ‌وخم‌های موجود در سر راه این رود، خوزستان را به جلگه‌ای بزرگ تبدیل کرده است. سدهای مختلفی بر روی این رودخانه ساخته شده‌اند که مهم‌ترین آنها، سدهای کارون ۱، کارون ۳، کارون ۴، سد مسجدسلیمان و در پایین‌تر، سد گتوند علیا و سد تنظیمی گتوند هستند.
زنجیره انسانی حمایت از کارون
پس از سه بار تشکیل زنجیره انسانی توسط دوستداران محیط زیست اهوازی، چهارمین زنجیره حمایت از کارون نیز با عنوان زنجیره سکوت به‌دلیل شفاف نبودن سخنان مقامات مسئول ملی و محلی، روز جمعه ۹ آبان ۱۳۹۲ در ساحل غربی رودخانه کارون در اهواز برگزار شد. در این زنجیره که با حضور هزاران شرکت‌کننده بود، مهدی یراحی از خوانندگان پاپ ایران نیز برای حمایت از کارون حضور داشت.

### گسل اهواز
گسل اهواز به طول تقریبی ۱۰۰ کیلومتر، مهم‌ترین گسل شهر اهواز است که از میانهٔ شهر عبور می‌کند. گسل اهواز از نوع واژگون و در برخی مناطق از نوع راندگی است و دستکم سازه‌های قدیمی‌تر از میانه‌زیستی را جابه‌جا کرده است. راستای گسل اهواز شمال باختری - جنوب خاوری است که با نام گسل پیش‌بوم اهواز شناخته می‌شود (Ahvaz Foreland Fault). نمونه‌گیری‌های به عمل آمده از گسل اهواز بیانگر فعال بودن این گسل است. سن‌یابی صورت گرفته با روش ترمولومینسانس بر روی گسل اهواز برآوردی ۴۰۰۰ سال را به عنوان یک فعالیت زمین‌ساختی مهم برای گسل اهواز و رویداد یک زمین‌لرزه بزرگ که سبب جابه‌جایی مسیر کارون شده است را نشان می‌دهد و از آنجا که رویداد یک زمین لرزه بزرگ را در سال ۸۴۰ میلادی در منطقه اهواز گزارش کرده‌اند بنابراین با کسر این دو مقدار می‌توان عدد ۲۸۰۰ سال را به عنوان دوره بازگشت احتمالی لرزه‌زایی گسل اهواز در نظر گرفت.

## فرآورده‌های نیشکری
شهر اهواز و استان خوزستان، با وجود شرکت توسعه نیشکر و صنایع جانبی (سهامی عام)، نقش پایه‌ای در تولید شکر و فرآورده‌های نیشکری در ایران دارند. این شرکت که در اهواز قرار دارد، در سال ۱۳۶۹ خ. بنیان‌گذاری شد و امروزه با هفت بخش کشت‌و‌صنعت (فارابی، دعبل خزاعی، امیرکبیر، سلمان فارسی، میرزا کوچک‌خان، امام خمینی و دهخدا) کار می‌کند و از بزرگترین تولیدکننده‌های شکر در ایران است.
میزان تولید سالیانه این شرکت، بیش از ۷۰۰ هزار تن شکر است، و بر اساس گزارش‌ها، به‌طورکلی نزدیک به ۹۰۰ هزار تن شکر در استان خوزستان برداشت می‌شود که برابربا نزدیک‌به ۴۵٪ از نیاز کشور است. برخی بخش‌ها مانند کشت و صنعت دهخدا و امام خمینی، رتبه‌ی تولید بیش از ۱۰۰ هزار تن شکر خام را ثبت کرده‌اند.

### نقش زیست‌محیطی بهره‌برداری از نیشکر
کشت نیشکر نه تنها در اهواز، بلکه در استان خوزستان با گستره‌ی بیش از ۸۰ تا ۸۷ هزار هکتار، باعث ایجاد «سد سبز» در برابر ریزگردها، جلوگیری از فرسایش خاک و تولید اکسیژن می‌شود.

## آزادراه‌ها
- آزادراه اهواز-بندر امام
- آزادراه اهواز-اندیمشک-خرم‌آباد
- آزادراه اهواز-ایذه-لردگان

## بزرگراه‌ها
- بزرگراه اهواز-دزفول
- بزرگراه اهواز-خرمشهر
- بزرگراه اهواز-شوشتر
- بزرگراه اهواز-آبادان
- بزرگراه خرمشهر-اهواز-اندیمشک
- بزرگراه اهواز-امیدیه
- بزرگراه مدرس (اهواز)
- بزرگراه بهبهانی
- بزرگراه پاسداران (سردار قاسم سلیمانی)
- بزرگراه جمهوری
- بزرگراه گلستان
- بزرگراه هاشمی نژاد

## اماکن شهری

### فرودگاه

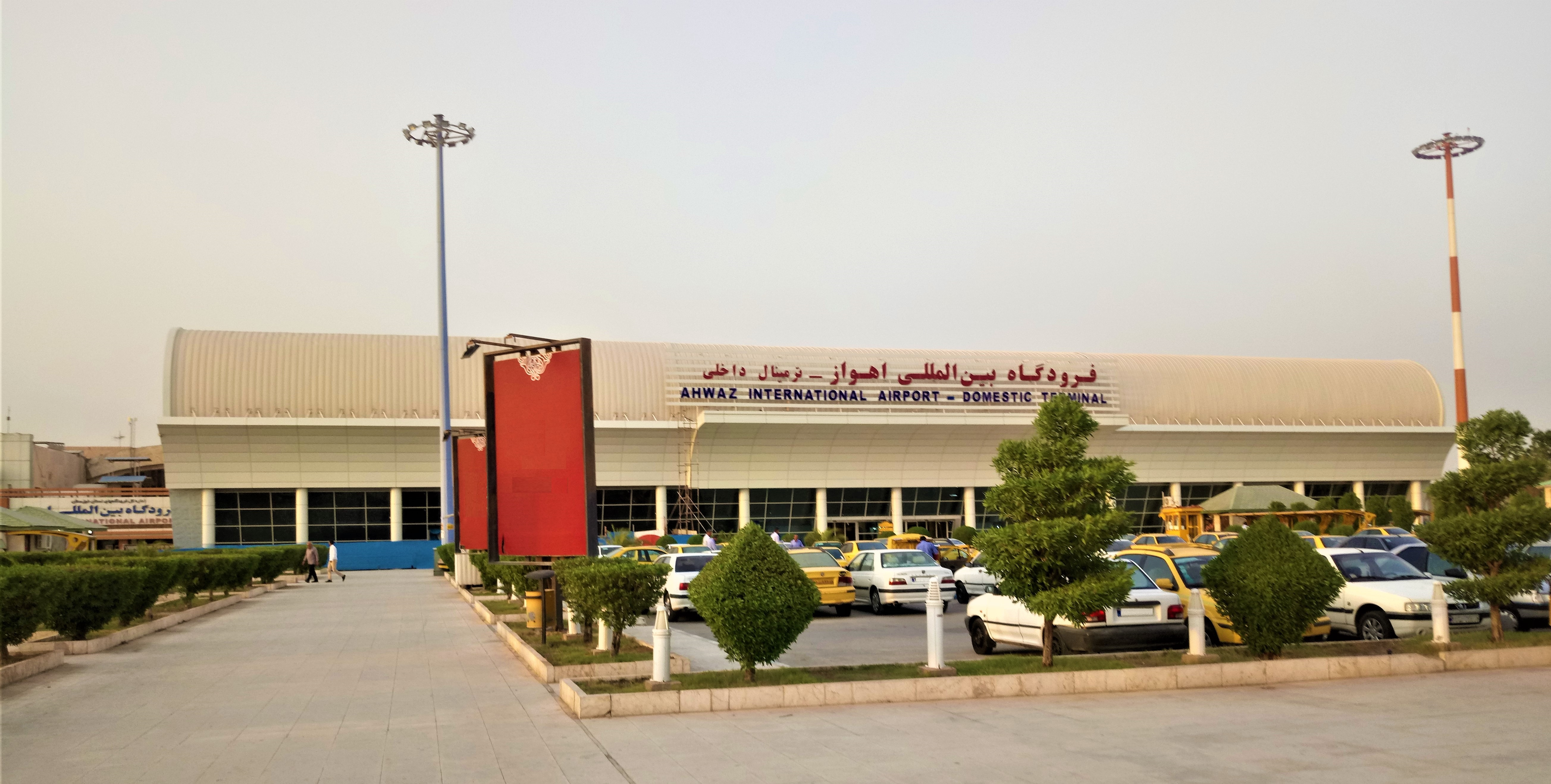
فرودگاه بین‌المللی اهواز

فرودگاه اهواز (یاتا:AWZ و ایکائو:OIAW) که اخیرا بنام «فرودگاه بین‌المللی سپهبد شهید قاسم سلیمانی» نامگذاری شده است، فرودگاهی است که در اطراف شهر اهواز در جنوب غربی ایران واقع شده است. شرکتهای هواپیمایی جمهوری اسلامی (ایران ایر)، ایران ایرتور، آسمان، ماهان، کاسپین، تابان، کیش‌ایر، حمل و نقل هوایی نفت، ساها، ارم، فارس ایر قشم و قشم ایر در فرودگاه اهواز فعال هستند، میانگین پروازهای داخلی و خارجی فرودگاه بین‌المللی اهواز روزانه ۱۸ پرواز می‌باشد.

### راه‌آهن

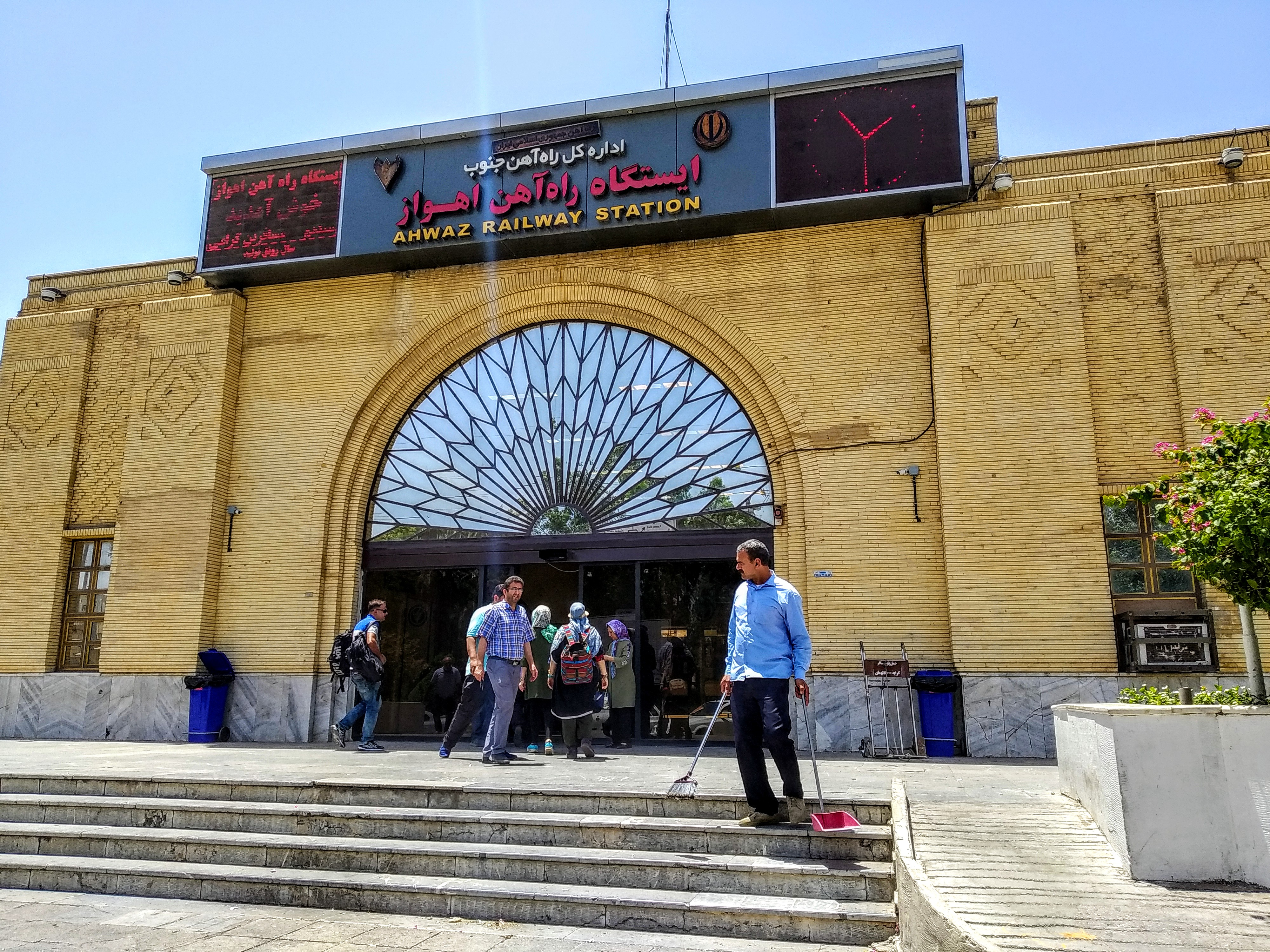
ایستگاه راه‌آهن اهواز

ایستگاه راه‌آهن اهواز در سال ۱۳۱۷ خ. افتتاح شد و هم‌اکنون نیز دردست بهره‌برداری است. یک ایستگاه راه‌آهن دیگر نیز در این شهر موجود است که ایستگاه راه‌آهن کارون نام داشته و قطارهای باری و مسافرتی به مقصد بندر امام، از این ایستگاه گذر می کنند.

### دانشگاه‌ها
اهواز کنونی به‌دلیل وجود دانشگاه‌های بزرگ و معتبر از لحاظ آموزش عالی در جایگاه بسیار ممتازی در سطح کشور می‌باشد. یکشنبه ۲ مهرماه سال ۱۳۳۴ دانشگاه گندی‌شاپور تأسیس شد که چندی بعد به جندی‌شاپور تغییر نام داد و تا آغاز انقلاب اسلامی به همین نام شناخته می‌شد. دانشکدهٔ کشاورزی نخستین دانشکدهٔ راه‌اندازی‌شده در دانشگاه و رشته‌های کشاورزی، ادبیات، ریاضی و پزشکی از نخستین رشته‌های ارائه‌شده در دانشگاه جندی‌شاپور می‌باشد. یکشنبه ۲۵ خرداد ۱۳۳۷ نخستین گروه سی و هشت نفری فارغ‌التحصیلان دانشکدهٔ کشاورزی دانشگاه جندی‌شاپور طی مراسمی گواهی‌نامهٔ خود را دریافت داشتند. دانشکده‌های مهندسی، الهیات در بدو شروع انقلاب اسلامی و مجتمع دزفول در سال ۱۳۶۶ و مابقی دانشکده‌ها پیش از انقلاب اسلامی شروع به فعالیت نموده‌اند. با توجه به صنعتی بودن ناحیهٔ خوزستان فعالیت‌های تحقیقاتی دانشگاه شهید چمران از اهمیت ویژه‌ای برخوردار است و ده‌ها تألیف و ترجمه و صدها طرح تحقیقاتی حاصل تلاش‌های محقق‌های این دانشگاه است.

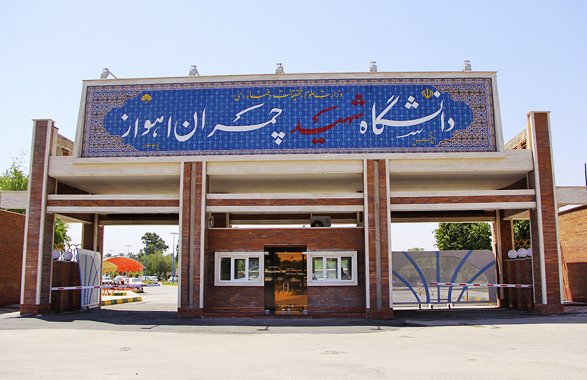
دانشگاه شهید چمران (جندی شاپور)

دانشگاه آزاد اسلامی واحد اهواز

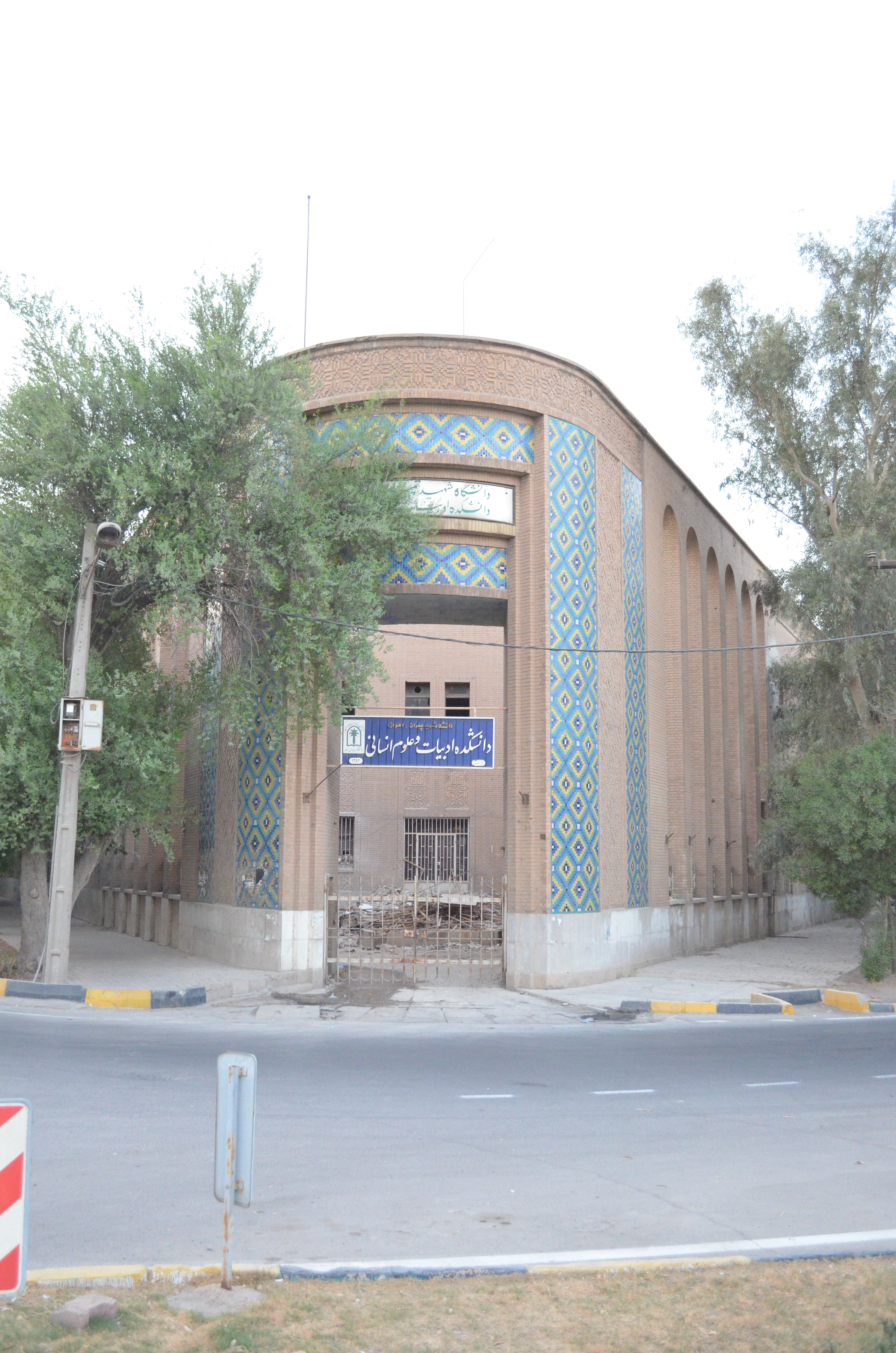
ساختمان پیشین دانشکده ادبیات و علوم انسانی دانشگاه شهید چمران

:هم اینک بیش از ۱۷۰ رشته در ۵۷ گروه آموزشی و ۱۳ دانشکده درحال فعالیت در این دانشگاه می‌باشند و رشته‌های پزشکی نیز به دانشگاه مستقلی تحت نام دانشگاه علوم پزشکی جندی‌شاپور اهواز تبدیل شدند. هم‌اکنون در بیشتر رشته‌ها دورهٔ لیسانس و فوق لیسانس و در رشته‌های کشاورزی، علوم تربیتی و روان‌شناسی، ریاضی، دامپزشکی، شیمی دوره‌های دکتری برگزار می‌شود. دانشگاه شهید چمران دارای فضای آموزشی بسیار وسیع و مناسبی می‌باشد به‌طوری‌که در بین دانشگاه‌ها یکی از چهار دانشگاه بزرگ کشور و بزرگ‌ترین دانشگاه در جنوب و غرب کشور است.
دانشگاه شهید چمران اهوازقدیمی‌ترین دانشگاه این شهر است که در بخش غربی شهر و مشرف بر کنارهٔ رود کارون تأسیس شده است. دانشکدهٔ ادبیات و زبان‌های خارجی این دانشگاه از پردیس اصلی جدا است و به عنوان یکی از نمادهای شهر اهواز شناخته می‌شود. دانشگاه شهید چمران اهواز یکی از بزرگ‌ترین دانشگاه‌های جنوب غرب کشور است. در سال ۱۳۸۷ تعداد ۵۰۹ عضو هیئت علمی در آن فعالیت داشته‌اند، و بیش از ۱۴۰۰۰ دانشجو در آن مشغول به تحصیل بودند.
دانشگاه علوم پزشکی جندی‌شاپور اهوازدر سال ۱۳۳۴ خورشیدی دانشگاه بزرگی با نام جندی شاهپور در اهواز بنیاد نهاده شد. در آغاز رشته کشاورزی، و پس از آن رشته‌های گوناگون دیگر به آن افزوده شد. اکنون بخش مهندسی این دانشگاه به نام شهید چمران نام‌گذاری شده، و بخش پزشکی آن پس از یک دوره کوتاه که نام دانشکده علوم پزشکی اهواز به خود گرفت، دوباره در سال ۱۳۸۲ نام دانشگاه علوم پزشکی جندی شاهپور بر آن نهاده شد.
دانشگاه آزاد اسلامی واحد اهوازنخستین واحد دانشگاه آزاد اسلامی در استان خوزستان بوده است که در سال ۱۳۶۱ با یک رشته ریاضی کار خود را آغاز کرد.
دیگر دانشگاه‌ها:
- مؤسسهٔ آموزش عالی جهاد دانشگاهی خوزستان[۱۴۵]
- دانشگاه صنعت نفت اهواز
- دانشکدهٔ صنعت آب و برق خوزستان
- دانشگاه آزاد اسلامی واحد علوم و تحقیقات خوزستان
- دانشگاه پیام نور اهواز
- دانشگاه امام حسین اهواز
- مرکز آموزش عالی فنی شهید چمران
- آموزشکدهٔ فنی و حرفه‌ای سما
- مجتمع آموزش عالی جهاد کشاورزی خوزستان

### جاذبه‌های مذهبی

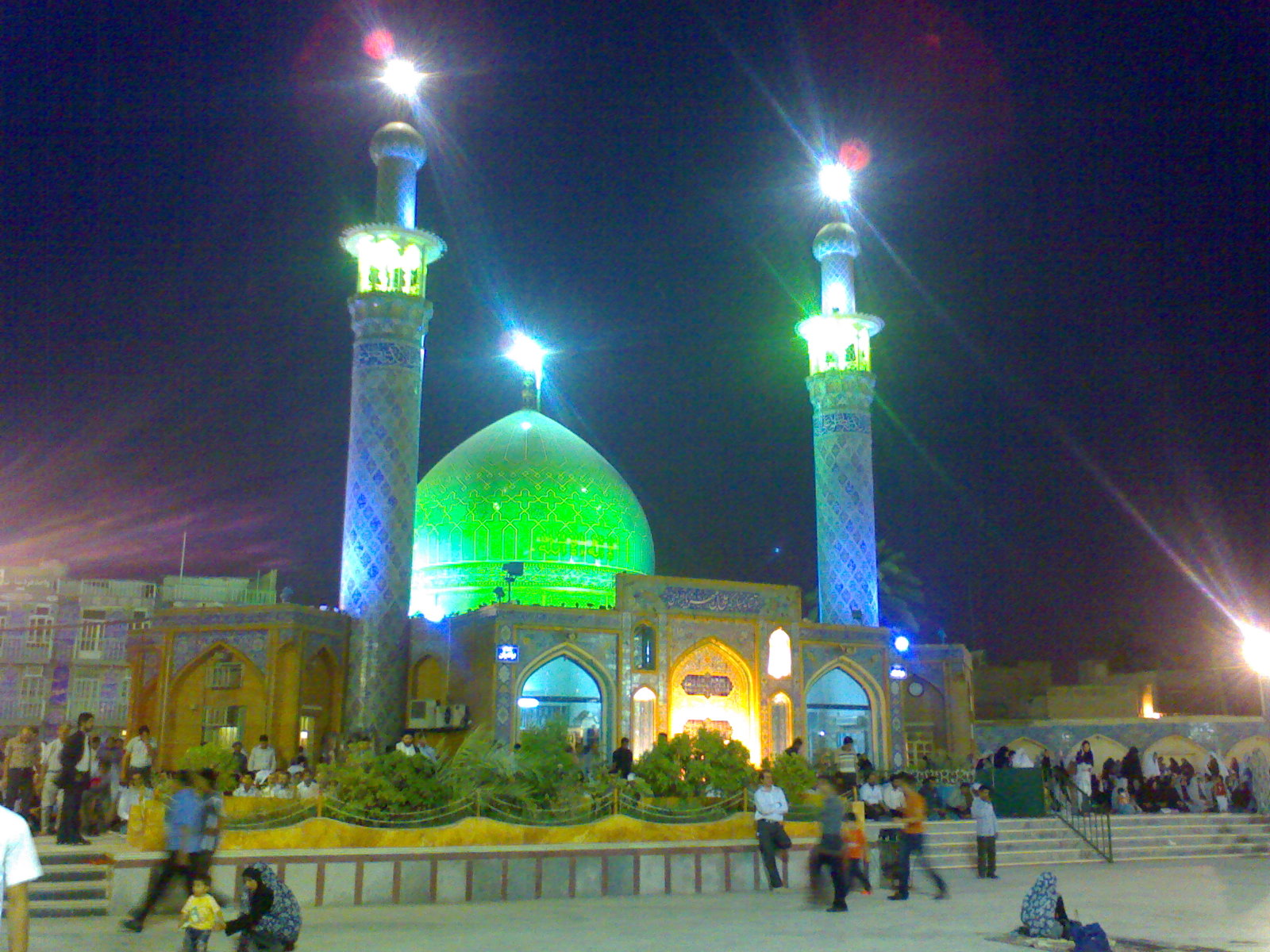
آرامگاه علی بن مهزیار اهوازی - ۲۵۶۸ ش. (۱۳۸۸ خ.)

علی ابن مهزیار اهوازی، که در سده هفتم میلادی (سده سوم خورشیدی) می‌زیسته است، از فقها و محدثان معروف شیعه و از نزدیکان چهار امام تشیع، یعنی علی بن موسی (الرضا)، محمد بن علی (الجواد)، علی بن محمد (الهادی)، و حسن عسکری بوده و احکام دینی را نزد آن‌ها فرا گرفته است.
علی ابن مهزیار، از مردم دورق (شادگان امروزی) بود که بعدها در اهواز ساکن شد. محل تولد او هندیجان می‌باشد، اما با توجه به اینکه در سده سوم، هندیجان از توابع شهر دورق بود، پس او را اهل دورق معرفی کرده‌اند. پدر وی مذهب نصرانی داشت و سپس مسلمان شد، و علی نیز به تبعیت از پدر، در نوجوانی مسلمان شد. آرامگاه علی بن مهزیار اهوازی در محلهٔ عامری و در کنار رود کارون اهواز واقع شده است. اغلب در این محل، مراسم مختلف مذهبی برگزار می‌شود.

### هتل‌ها

هتل بین‌المللی پارس (فجر)

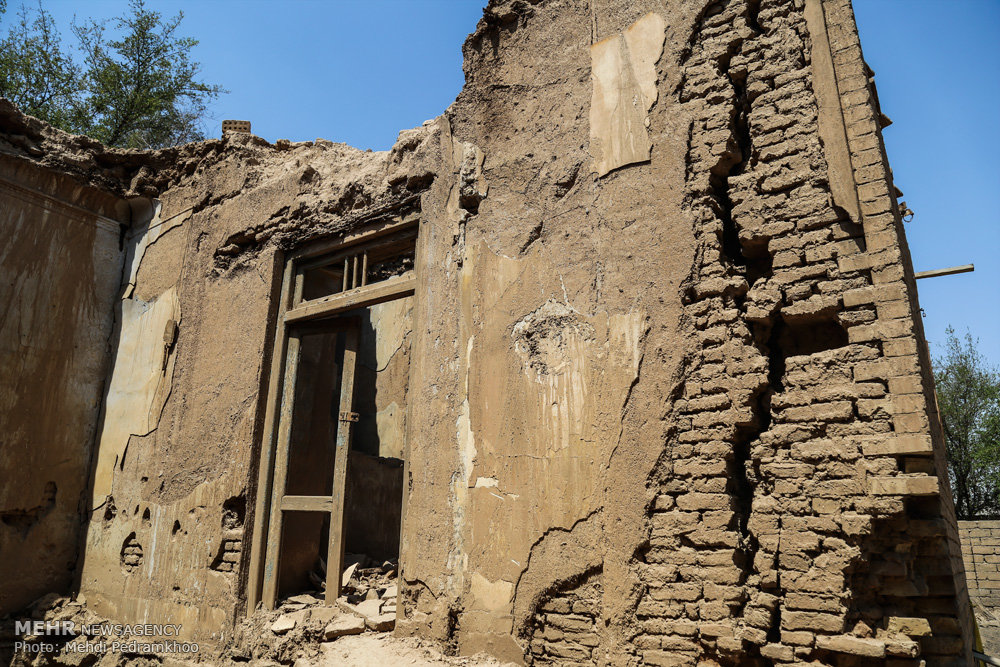
ساختمان متروکه و فرسوده‌ی هتل قو - ۱۳۹۷ خ.

فهرست برخی از هتل‌های کنونی اهواز:
| ردیف | نام هتل      | درجه/واحد | آدرس                                                    |
| ---- | ------------ | --------- | ------------------------------------------------------- |
| ۱    | پارس         | ۵ ستاره   | خیابان ۲۴ متری – خ شهید عابدی                           |
| ۲    | توسعه نی شکر | ۴ ستاره   | جاده گلستان –سه راهی گلستان جنب اداره توسعه نی شکر      |
| ۳    | اکسین        | ۳ ستاره   | بلوار پاسداران – کوی ملت                                |
| ۴    | پرشیا        | ۳ ستاره   | خیابان شریعتی – خیابان سیروس                            |
| ۵    | نادری        | ۳ ستاره   | خیابان امام – نرسیده به چهارراه آبادان                  |
| ۶    | فجر سپاه     | ۳ ستاره   | ملی راه – خیابان زاویه – روبروی دبیرستان بعثت           |
| ۷    | بوستان       | ۳ ستاره   | گلستان – بلوار فروردین –منازل سازمانی آب و برق          |
| ۸    | ایرانیکا     | ۳ ستاره   | بلوار پاسداران _ میدان فرودگاه نرسیده به شرکت ملی حفاری |
| ۹    | ایران        | ۲ ستاره   | خیابان شریعتی – چهارراه خیابان امام خمینی               |
| ۱۰   | پارک نو      | ۱ ستاره   | خیابان امام خمینی بین مسلم و شریعتی                     |
| ۱۱   | هدیه         | ۳ ستاره   | کیانپارس – خیابان ۲۰ غربی                               |
| ۱۲   | مهزیار       | ۲ ستاره   | اتوبان آیت‌الله بهبهانی– چهارراه آبادان– نبش خیابان کافی |
| ۱۳   | باغ معین     | -         | خیابان ۲۴ متری، پشت پمپ بنزین                           |

### شهرداری
شهرداری اهواز در سال ۱۳۰۴ خورشیدی تأسیس شد. هم‌اکنون رضا امینی به عنوان شهردار اهواز فعالیت می‌کند و درحال حاضر اهواز دارای هشت منطقه می‌باشد.

### بیمارستان‌ها
- بیمارستان امام خمینی اهواز
- بیمارستان گلستان اهواز
- بیمارستان رازی اهواز
- بیمارستان ابوذر اهواز
- بیمارستان شفا اهواز
- بیمارستان سلامت اهواز
- بیمارستان بزرگ نفت اهواز
- بیمارستان آپادانا اهواز
- بیمارستان شهید بقایی اهواز
- بیمارستان آریا اهواز
- بیمارستان اروند اهواز
- بیمارستان مهر اهواز
- بیمارستان امیرکبیر اهواز
- بیمارستان امیرالمؤمنین اهواز
- بیمارستان فاطمه الزهرا اهواز
- بیمارستان ۵۷۸ ارتش اهواز
- بیمارستان طالقانی اهواز
- بیمارستان کرمی اهواز
- بیمارستان بقایی ۲ اهواز

### نشریات
- روزنامهٔ عصر کارون
- صبح کارون
- روزنامهٔ کارون
- روزنامهٔ نور خوزستان
- هفته نامهٔ اهواز
- ندای جنوب
- فرهنگ جنوب[۱۵۱]

## پل‌ها

اهواز و کارون - سال ۱۲۷۰ خورشیدی

یکی از مهم‌ترین جاذبه‌های گردشگری شهر اهواز، پل‌های آن هستند. تا به امروز، در اهواز، ۹ پل بر روی کارون بنانهاده شده‌اند که نخستین آن‌ها یعنی پل سیاه، ویژه‌ی عبور قطار می‌باشد. پل سفید (پل دوم - پل معلق) و پل هشتم، دارای سبک خاص معماری و طراحی چشمگیری می‌باشند.

### پل سفید

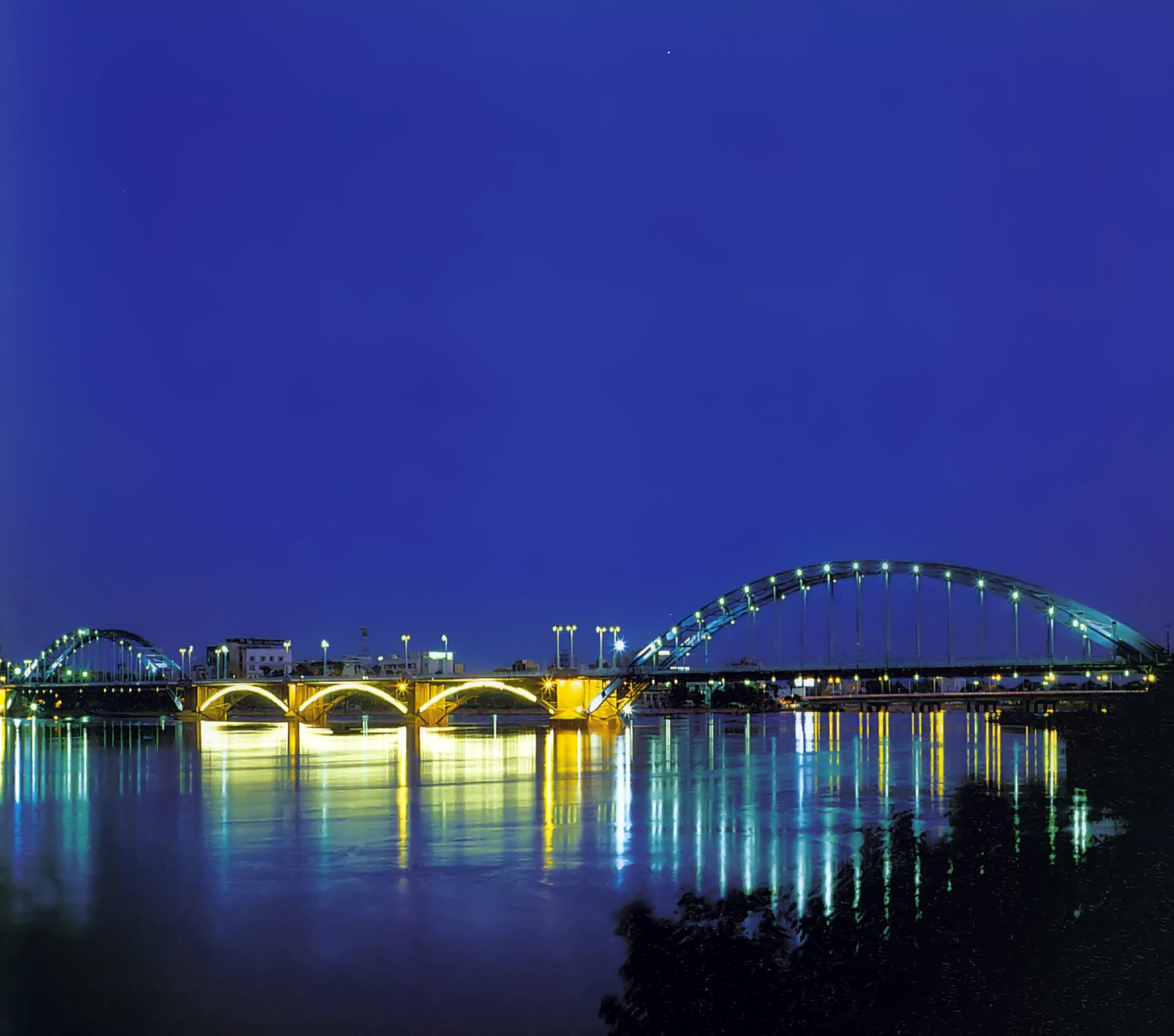
نمایی از پل سفید اهواز

پل سفید اهواز یا پل معلق؛ یکی از نمادهای اهواز مدرن، توسط یک شرکت سویسی در سال ۱۳۱۵ خ. بر روی رود کارون ساخته شد تا عبور و مرور بین شرق و غرب شهر را آسان کند، که هزینه احداث آن، کمی بیش از ۵ میلیون تومان بوده است. طول این پل نزدیک‌به ۵۰۱ متر، عرض آن ۹.۸ متر است. شامل سه دهانه‌ی میانی ۴۹ متری، دو دهانه‌ی ۱۳۰ و ۱۳۶ متری، دو قوس بتنی ۱۲ و ۲۰ متری می‌باشد. ضخامت ۸ ستون آن ۵۶.۲ متر بوده و ارتفاع آن از سطح آب، ۱۳ متر می‌باشد. این پل که بطورکامل فلزی می‌باشد، دارای دو پیاده روی کناری و یک جاده آسفالتی در میانه، جهت عبور اتومبیل‌ها می‌باشد.
در تابستان سال ۱۳۸۹، عملیات بازسازی و مرمت این پل در دستور کار قرار گرفت و به گفته مدیرعامل سازمان زیباسازی شهرداری شهر، عملیات بازسازی و نوسازی این پل انجام گرفت، و با مساعد شدن وضع آب‌و‌هوا، عملیات جوش‌کاری قطعه‌های فرسوده و همچنین رنگ‌آمیزی پل ادامه یافت. تجهیزات مورد نیاز برای نورپردازی آن، با حمایت مالی بانک ملی از سوی کشور ایتالیا، انجام گرفت.

### پل سیاه (پل پیروزی)

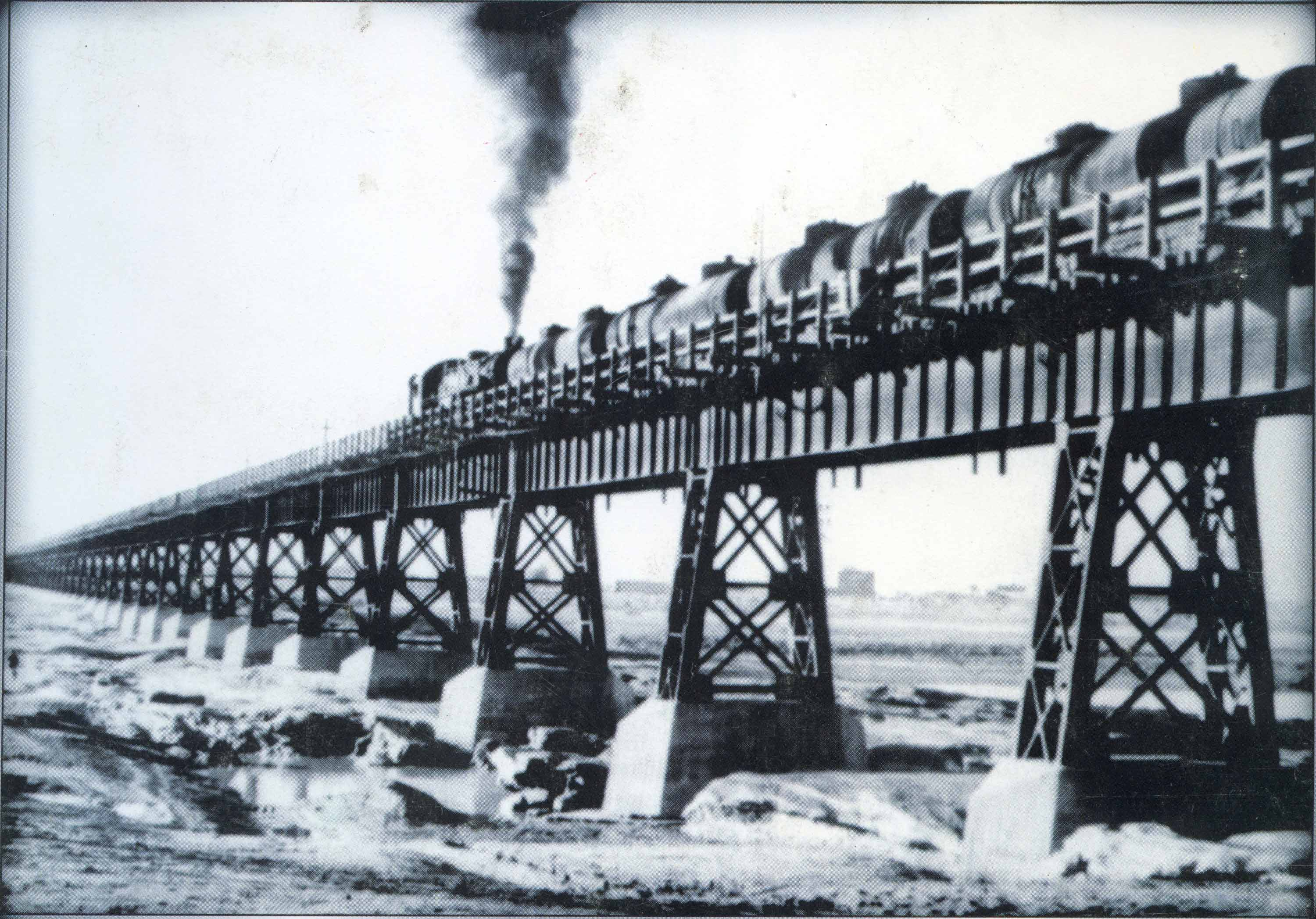
پل سیاه در نخستین روزهای بازگشایی

در سال ۱۳۰۸ و هم‌زمان با احداث راه‌آهن سراسری ایران، نخستین پل شهر اهواز که بعدها به‌دلیل رنگ سیاه بدنه و پایه‌های آن، به پل سیاه شهرت یافت، به طول ۱۰۵۰ متر و عرض ۶ متر، درست در مکان پل تاریخی، که قدمت آن به دوره‌ی ساسانی باز می گشت، و به پل شادروان معروف بود، بر روی رودخانه کارون ساخته شد.
این پل، خط راه‌آهن بندرامام در جنوب استان خوزستان و در ساحل خلیج فارس، را به راه‌آهن سراسری خرمشهر-تهران وصل می‌کند. این پل در زمان جنگ جهانی دوم به عنوان مسیر حمل آذوقه، نیرو و مهمات نیروهای متفقین مورد استفاده قرار می‌گرفت و به‌دلیل تأثیری که در پیروزی متفقین داشت به آن لقب پل پیروزی داده شد.

پل سیاه - تابستان ۲۵۸۳ ش.

### پل سوم
پل سوم بالاتر از پل هفتم واقع شده است که میدان شهید بندر (چهارشیر) را به کیان‌پارس وصل می‌کند. ساختمان پل مذکور در شهریورماه سال ۱۳۴۶ ه‍.خ آغاز و در بهمن‌ماه سال ۱۳۴۹ ه‍.خ مورد بهره‌برداری قرار گرفت. طول پل ۴۹۶ متر و عرض آن ۱۴ متر و ۵۹ سانتی‌متر است که از بتن فشرده ساخته شده و دارای ۱۶ چشمهٔ ۳۱متری است و جادهٔ اندیمشک را به جادهٔ ماهشهر و بندرهای جنوبی پیوند می‌دهد. برای احداث پل مذکور بالغ بر ۳۱۰ میلیون ریال هزینه شده است. این پل در سال ۱۳۸۰ ه‍.خ مرمت و بازسازی شد.

پل هفتم- ۲۵۸۲ ش.

### پل چهارم
پل چهارم یا پل نادری که در امتداد خیابان سلمان فارسی (نادری) و خیابان امام موسی صدر واقع گردیده، در سال ۱۳۵۶ احداث شده است. طول این پل ۵۷۶ متر و عرض آن ۱۶ متر و ۷۱ سانتی‌متر است. هزینهٔ احداث این پل، نزدیک‌به ۲۳۰ میلیون ریال بوده است.

### پل پنجم
پل پنجم در دو باند ساخته شده است که مسیر خیابان دکتر شریعتی را به اتوبان گلستان وصل می‌کند. این پل در سوم خردادماه سال ۱۳۷۵ افتتاح شد. طول پل مذکور ۴۸۰ متر و عرض آن ۳۰ متر و ۷۰ سانتی‌متر است و در آیلند وسط آن لولهٔ آب شهری مستقر شده است.

### پل ششم
این پل که با نام «پل صنایع فولاد» نیز شناخته می‌شود، با تعهد صنایع و کارخانه‌های موجود در شهر اهواز، ایجاد شد. پل ششم ۴۰۰ متر طول و ۲۰ متر عرض دارد و دارای چهار باند است.
این پل در جنوبی‌ترین نقطه شهر اهواز ایجاد شده و منطقه کوت‌عبدالله در غرب کارون را به روستای «چنیبیه» در شرق پیوند می‌دهد. این پل به پل فولاد معروف است، زیرا مسیر تردد خودروهای حامل شمش‌های فولادی میان دو کارخانه فولاد خوزستان و نورد لوله را کوتاه‌تر کرده است. پیش از ساخت این پل، خودروهایی که میان این دو کارخانه در تردد بودند باید مسیری ۳۵ کیلومتری را طی می‌کردند، ولی با ایجاد پل ششم، این مسیر به ۱۴ کیلومتر کاهش یافت. این پل ۴۰۰ متر طول و ۲۰ متر عرض دارد و و عملیات ساخت آن در خرداد ۸۳ آغاز و در شهریور ۸۶ به پایان رسید.

### پل هفتم

پل سوم - ۲۵۸۱ ش.

پل هفتم ارتباط بین بلوار توحید و تقاطع خیابان شهید چمران (میدان دوم کیانپارس) و بلوار آیت‌الله بهبهانی را برقرار می‌سازد. ساختمان پل مذکور از ابتدای سال ۱۳۷۵ شروع و پس از دو سال در بهمن‌ماه سال ۱۳۷۷ افتتاح شد. طول پل هفتم ۴۹۰ متر است. دارای شش دهنه است که دو دهنهٔ ۱۴۰متری در وسط و دو دهنهٔ ۷۵ متری در دو طرف و دو دهنهٔ ۳۰متری در کناره‌های پل می‌باشد. عرض پل ۱۶ متر است که ۱۲٫۵ متر آن سواره‌رو و ۳٫۵ متر آن پیاده‌رو است که در هر طرف ۱٫۷۵ متر می‌باشد. پل مذکور دارای ۸۰ شمع بتونی به قطر ۱٫۵ متر و به ارتفاع ۱۶ متر و ۷ عدد سر شمع است و نزدیک‌به ۴۰۰ متر مکعب بتن، ۱۵۰۰ تن فولاد (میلگرد)، ۴۰۰ تن کابل‌های کششی و غلاف‌های مربوط به آن و ۱۰۰ تن آهن‌آلات مختلف در آن به کار رفته است. این پل به تازگی از سوی شهرداری اهواز نورپردازی شده و بزرگ‌ترین آبشار مصنوعی کشور در دو طرف آن ایجاد شده است.

### پل هشتم

پل هشتم - ۲۵۷۹ ش.

با هدف تسهیل تردد خودروها و اتصال مناطق امانیه و مرکز شهر، طراحی و عملیات اجرایی پل هشتم از سال ۱۳۸۵ آغاز شد و در اسفند ۱۳۹۰ به پایان رسید. طراحی این پل متفاوت از دیگر پل‌های کارون است و به صورت کابلی و بدون پایه ساخته شده است. این پل ۶۴۳ متر طول و ۱۳ متر عرض دارد و در چهار مسیر (دو مسیر رفت و دو مسیر برگشت) ساخته شده است. این پل دوپایه بزرگ دارد و عرشه پل توسط کابل به این پایه‌ها متصل شده‌اند. پل هشتم، منطقه امانیه را به خیابان «زند» در مرکز شهر پیوند می‌دهد.

### پل نهم
با هدف کاهش بار ترافیکی پل سوم، پل نهم ساخته شد و با احداث آن، خودروهایی که از مناطق شمالی شهر، مانند کوی ملت و زیتون قصد تردد به کیانپارس را دارند، به جای پل سوم می‌توانند از پل نهم استفاده کنند.

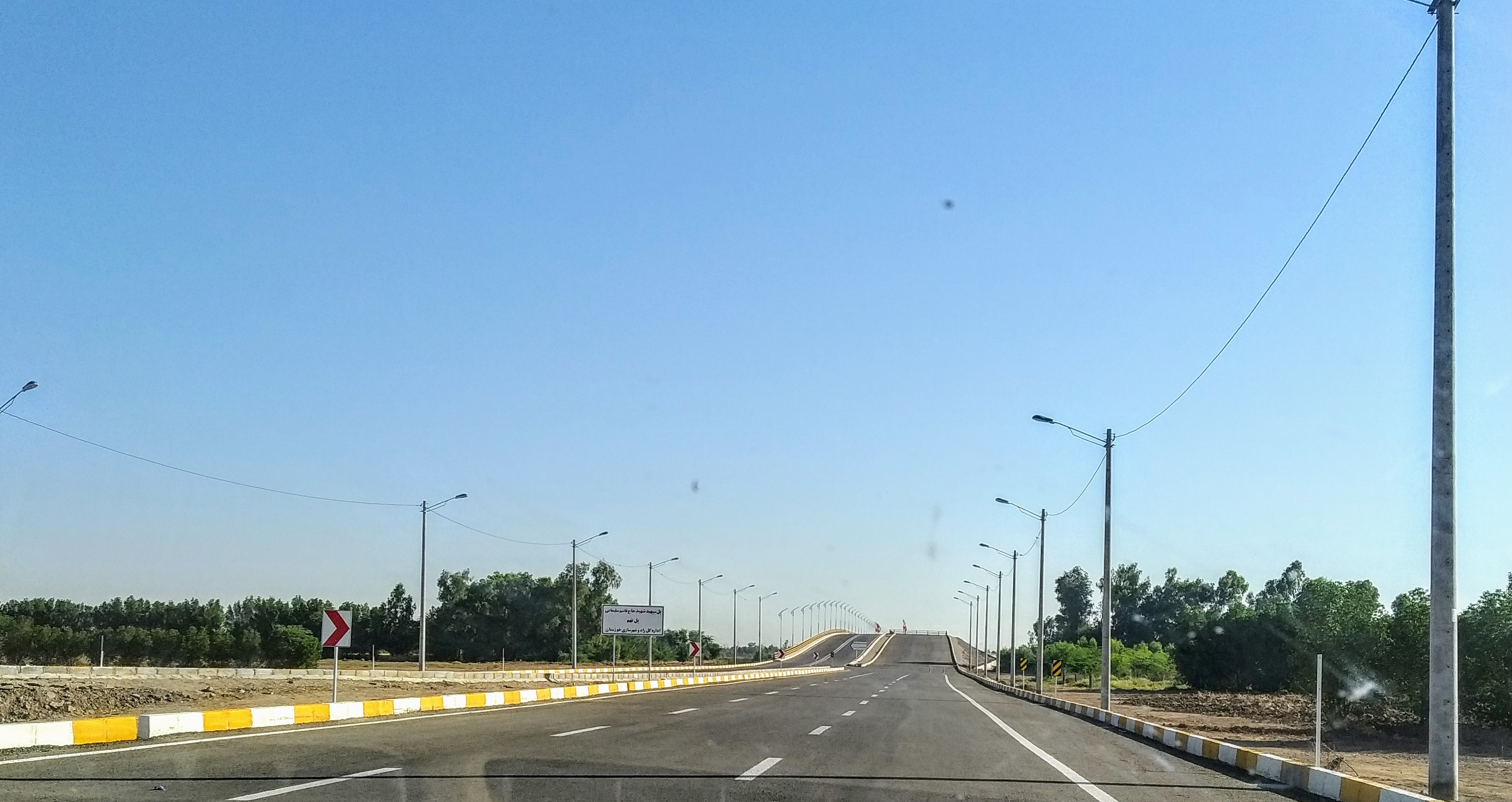
پل نهم

## اماکن تفریحی
اهواز، شهر شب‌ها؛
اهواز به‌دلیل گرمسیر بودن، بیشتر بازارها و مناطق گردشگری این شهر، تا نیمه‌های شب نیز باز هستند؛ همچنین اهواز شب‌های بسیار زیبایی در کنار رود کارون دارد که در نوع خود کم‌نظیر است. به همین خاطر اهواز به شهر شب‌ها معروف است.

### بوستان
اهواز نزدیک‌به ۲۸ بوستان دارد که قرار است بزرگ‌ترین شهربازی سرپوشیده ایران و ۱۵ بوستان جدید نیز در اهواز راه‌اندازی شود
- بوستان لاله[۱۶۶]
- بوستان هفت جام نرگس
- بوستان شهر بازی پاداد شهر
- بوستان دولت
- بوستان و شهربازی ۴۲ هکتاری ساحلی کیانپارس
- بوستان جنگلی ۲۰۰ هکتاری شهروند
- بوستان زیتون کارمندی
- بوستان علامه
- بوستان رزمندگان واقع درشهرک اهواز
- بوستان محله‌ای گل‌های نرگس
- بوستان صدف بهارستان
- بوستان قوری گلستان
- بوستان رشد فولادشهر
- بوستان لشکر
- بوستان رضا
- بوستان ریحان

### بازار
در اهواز مرکز خریدهای کوچک و بزرگ بسیاری، با عمرهای کوتاه و بلند وجود دارد؛ از جمله:
- بازار شاه (امام خمینی)
- مجتمع ولیعصر
- بازار بزرگ کامپیوتر اهواز
- مرکز خرید کارون
- مرکز خرید خلیچ فارس
- و ...

یکی از بازارهای قدیمی این شهر، که در سال ۱۳۸۲ خ. در فهرست آثار ملی ایران ثبت شد، بازار عبدالحمید نام دارد. بازارچه‌ای با ده‌ها دستفروش، یادگار دوره قاجار در اهواز.

### سینما
شهر اهواز دارای ۱۱ سینما می‌باشد.
- سینما ساحل
- سینما بهمن.[۱۶۸]
- سینما هلال
- سینما اکسین[۱۶۹]
- سینمای شرکت نفت در نیوساید
- سینمای شرکت نفت در شهرک نفت
- سینمای حفاری در زیتون کارمندی
- سینمای حفاری در شهرک حفاری
- سینما قدس (نام سابق آن آریا بود)[۱۷۰]
- سینما تالار آب و برق اهواز
- سینمایی غیرمسقف کنار رودخانه کارون واقع در نادری
- سینما اکسین[۱۷۱]
- سینما خلیج فارس

### تالارها
- تالار آفتاب[۱۷۲]
- تالار مهتاب
- تالار فردوسی[۱۷۳]
- تالار مهر
- تالار دانشگاه علوم پزشکی
- تالار اجتماعات شهر
- تالار آوینی

### فرهنگسراها
اهواز دارای چندین فرهنگسرا می‌باشد. فرهنگ سرای اهواز در مساحت ۱۲۰۰۰ متر مربع دارای فضاهای مجزای اداری، رستوران، سالن سینما، آمفی تئاتر و سرای هنرمندان می‌باشد. این برنامه به منظور محاسبات و طراحی تأسیسات الکتریکی شامل سیستم روشنایی، سیستم نیرو و سیستم فشار ضعیف شامل سیستم‌های اعلام حریق، صوتی، تلفن طرح‌ریزی شده است. فرهنگسرای مهدیه واقع در کوت عبدالله. فرهنگسرای علوی: فرهنگسرای شیبان، در زمینی به مساحت هزار متر و با زیر بنای ۹۵۰متر مربع در دو طبقه شامل: خانه فرهنگ (کلاس‌های آموزشی و اداری و فضاهای نمایشگاهی) کتابخانه:مخزن کتاب و سالن مطالعه خواهران و برادران فعالیت خود را آغاز می‌کند. فرهنگسرای گلستان واقع در منطقه ۴ شهرداری.

## مناطق و محله‌ها
شهر اهواز دارای ۸ منطقه شهری است.
- منطقه ۱: کوی دولتی، پادادشهر، کوی ابوذر، کوی طالقانی، کوی یوسفی، پاره ۶۰، آخر آسفالت، آزادشهر، باغ شیخ، باغ معین، زیباشهر، 24متری، 30متری، صابئین، عبدالحمید
- منطقه ۲: امانیه، کیانپارس، کیان‌آباد، مهرشهر، سید خلف، زردشت، پدافند هوایی، کیانشهر
- منطقه ۳: منازل مخابرات، کوی آغاجاری، کوی بنیاد شهید، کوی پاستوریزه، کوی جواهری، کوی عابدین، کوی فدک، کوی فرهنگیان، کوی معلم، کوی ملی حفاری، کوی مهاجرین، کوروش (فاز۱، فاز۲، فاز‌۳ و فاز۴)، بهزادشهر، زیتون کارمندی، زرگان، زاویه، ملی‌راه، شهرک جانبازان، شهرک نفت، علی‌آباد
- منطقه ۴: سیلو، دانشگاه شهید چمران، منازل شهرداری، کوی پیام، کوی مجاهد، پردیس ، پردیس۲، چنیبه علیا، رفیش‌آباد، کوی سعدی، شهرک اللهیه، شهرک برق، گیت بوستان، گلستان جنوبی، گلستان شمالی، لشکرآباد، معین زاده، منازل طبیعی
- منطقه ۵: کوی ۲۲ بهمن، شهرک دانشگاه، فرهنگ‌شهر، شهرک پیام، شهرک اهواز، کریشان، ملاشیه و زعفرانیه
- منطقه ۶: کوی مندلی، سیاحی، کیان، کمپلو جنوبی، کمپلو شمالی، پانزده خرداد، راه‌آهن، افشار، خشایار، سلیم‌آباد، شلنگ‌آباد، شهرک رزمندگان، عین دو، گلبهار، گلدشت، لشکر،
- منطقه ۷: حصیرآباد، خزعلیه، عامری، کارون، کوی رمضان، کوی سپیدار، کوی شهرداری، کوی طالقانی، آسیه‌آباد، کوی آل‌صافی، چهارصد دستگاه، زیتون کارگری، کوی سلطان‌منش، کوی منبع‌آب، نیوساید
- منطقه ۸: راه ترابری، کوی فولادشهر، کوی ایثار، پارک شهروند، محله ایثار، صنایع فولاد، کوی امام، فاز ۵ پادادشهر، کوی آل طاهر، کوی طلاب، فاز ۲ پادادشهر، خروسی، رسالت شرقی، رسالت غربی، فاز ۱ پادادشهر، محله جهاد، منازل بنفشه، منازل جانبازان، منازل فولاد، نبوت[۱۷۷]

## آداب و رسوم
- عید فطر

این آیین، یک عید مذهبی و مخصوص به همه ی مسلمان هاست، اما در مقایسه با سایر قوم‌های خوزستان، عید فطر در میان مردم عرب، از اهمیت بیشتری برخوردار است. براساس یک سنت دیرینه، مردم عرب خوزستان عید را در کنار اعضای خانواده، دوستان و دیگر مسلمانان، با به جا آوردن اعمال مذهبی، سپری می کنند و سپس افراد کوچک‌تر، جهت تبریک عید، به خانه‌ی بزرگ‌ترها می‌روند. بطورمعمول، این دید و بازدیدها، به صورت دسته جمعی انجام می‌شود. قبل از فرا رسیدن عید فطر، خیلی از مردم، لباس نو، شیرینی و دیگر وسایل پذیرایی تهیه کرده و خانه تکانی می‌کنند و برای استقبال از مهمان ها آماده می‌شوند. فرآیند عید‌دیدنی که همهٔ اعضای یک خانواده بزرگ را در بر می‌گیرد، بطورمعمول تا یک هفته ادامه خواهد داشت که در این مدت، سفره‌های آجیل و شیرینی و شربت، برقرار خواهند بود.عرب‌های خوزستان، دو روز قبل از عید را «ام‌الوسخ»، و یک روز مانده به عید را «ام‌الحلس» می‌نامند. ام‌الوسخ به معنای روز «چرکین» می‌باشد. در این روز مردم عرب به نظافت خانه‌های خود می‌پردازند، اجناس جدید برای منزل خرید می‌کنند و خانه را برای فرارسیدن عید و اکرام مهمان تمیز و آماده می‌کنند. روز بعد از ام‌الوسخ را ام‌الحلس می‌نامند. ام‌الحلس که نامی محلی و قدیمی است، به معنای روز نظافت شخصی می‌باشد. البته واژه حلس، امروزه کمتر به کار برده می‌شود و می‌توان گفت ام‌الحلس، متضاد و نقطه‌ی مقابل ام‌الوسخ است.
- گرگیعان

گرگیعان از آداب بسیار کهن است که هر ساله در ۱۵ رمضان در برخی مناطق عرب‌نشین اهواز اجرا می‌شود. در این شب، کودکان عرب با پوشیدن لباس‌های عربی به خیابان‌ها آمده و کیسه‌های کوچکی را که از قبل تهیه کرده‌اند به گردن می‌آویزند و با سردادن سرودهای محلی مربوط به این شب، به منزل همسایه ها رفته و از آنها درخواست عیدی و شیرینی می‌کنند. از معرفترین سرودهای این شب، «ماجینه یا ماجینه حل الکیس و انطینه» است؛ که معنای فارسی آن برابر است با «ما آمدیم ما آمدیم، کیسه را بگشا و در آن برای ما هدیه‌ای بگذار!»
- قهوه خوری و دله قهوه

مردم عرب اهواز همچون مردم دیگر کشور ایران، فرهنگ خاص خود را دارند. یکی از این رسم‌های فرهنگی، مراسم، قوانین و اعتقادهای خاص برای تهیه و نوشیدن قهوه است، طوری‌که آیین و مراسم قهوه خوریِ عرب‌های اهواز، به ثبت ملی کشور ایران رسیده است. قوری قهوه (دله)، یکی از لوازم مربوط به این آیین فرهنگی مردم عرب است که حتی در مراسم‌های رسمی، به عنوان نماد و ابزار پذیرایی استفاده می‌شود، چه بسا که در برنامه‌ای در اهواز، عشایر عرب خوزستان، یک «دله قهوه» (قوری مخصوص دم کردن قهوه‌ی عربی) را به‌طور نمادین به وزیر اطلاعات اهدا کردند. برای تهیه آن، ابتدا قهوه را با وسیله‌ای دو شاخه به نام مهماس، که شبیه منقاش است، در ظرفی ریخته و تفت می‌دهند و آنگاه آن را در هاون آسیاب کرده و برای مراسم آماده می‌کنند، سپس آن را در ظرفی بزرگ به نام «گم گم» یا «قم قم» که در خوزستان قاف به گاف تلفظ می‌شود، می ریزند (گمگم که چیزی شبیه گلاب پاش‌های قدیمی و از جنس ورشو (مفرغ) است). در ادامه، به آن آب اضافه کرده و پس از جوش آمدن، قهوه آسیاب شده را اضافه کرده و از هِل هم برای خوش‌بو شدن آن استفاده می‌کنند.

هنگامی که قهوه، آماده‌ی پذیرایی شد، آن را در ظرف کوچکتری به نام «دله» که شبیه همان «گم گم» است، می ریزند، و این مراسم آیینی، به شیوه خاص فرد توزیع‌کننده، ادامه می‌یابد. این فرد دله را در دست چپ و فنجان مخصوص قهوه خوری (که فنجانی بدون دسته است و فنیان خوانده می‌شود) را در دست راست گرفته، از سمت راست مجلس شروع به سرو قهوه می‌کنند، اگر در این مجلس سیدی وجود داشته باشد ابتدا از وی پذیرایی آغاز می‌شود و در غیر این صورت این مراسم از ریش سفید مجلس آغاز می‌شود و از سمت راستش قهوه دادن ادامه داده می‌شود. در مقابل شخصی که فنجان را از میزبان می‌گیرد جزء آداب و رسوم است که فنجان را با دست راستش دریافت کند. اگر فنجان را با دست چپ دریافت کند نوعی بی‌احترامی به آداب و رسوم است. قهوه‌ای که از دله در فنجان ریخته می‌شود مقدارش بسیار کم، غلیظ و تلخ است و باید در انتهای ریختن قهوه و قبل از دادن فنجان به میهمان باید یک مرتبه نوک دله را به لبه فنجان قهوه کوبیده تا صدای فنجان بلند شود و پس از آن قهوه را تعارف کند. میهمان نیز پس از دریافت و نوشیدن قهوه، قبل از پس دادن فنجان خالی، باید دستش را یک مرتبه تکان داده، این تکان دادن به معنای آن است که دیگر کافی است و قهوه نمی‌نوشم. سپس میزبان سراغ نفر سمت راستی میهمان می‌رود و همین روند را تا انتها ادامه می‌دهد. مردم عرب برای این آداب و رسوم حساسیت به خرج می‌دهند و آن را قابل احترام می‌شمرند. این آیین، هم در مراسم‌های رسمی و هم غیررسمی، اجرا می‌شود، به‌طورمثال، در مراسم خواستگاری، مهمانی‌های رسمی برای عیدها و یادبودها و در مراسم سوگواری.
- لباس محلی عرب‌های اهواز (به عربی: دشداشه)

لباس محلی که مردهای عرب‌ خوزستان بر تن می کنند، دشداشه نام دارد، و مردم عرب اهوازی هم همچنان، در زمان‌ها یا مکان‌های خاص، این لباس را بر تن می کنند؛ که یک پیراهن سفید بلند است که در بیشتر شهرهای جنوبی و غربی استان خوزستان پوشیده می‌شود. از دیگر لباسهایی که همراه با دشداشه پوشیده می‌شود بشت می‌باشد که زیر دشداشه می‌پوشند. همچنین پارچه‌ای را بر روی سر می گذارند که چفیه نام دارد، و دور چفیه، یک حلقه به نام عگال می‌گذارند، که چفیه را نگه دارد.
- چهارشنبه‌سوری

چهارشنبه سوری، که در عصر «آخرین سه‌شنبه‌‌ی سال» برگزار می‌شود، یک آیین باستانی ایرانی است که در اهواز نیز، همچون همه‌ی شهرهای ایران، گرامی داشته می‌شود؛ اگرچه در سالهای اخیر، به جهت رواج لوازم آتشبازی غیر ایمن، به هویت این آیین قدیمی، بی‌احترامی شده است.

## آثار تاریخی اهواز

### سرای عجم
سرای عجم بنای تاریخی که در سال ۱۳۸۲ با شماره ۱۰۸۷۵ به ثبت ملی رسید. این بنا در گذشته هم به عنوان یکی از کاروانسراهای شیخ خزعل بوده و هم بازار و درحال حاضر به عنوان انبار از آن استفاده می‌شود. بنای سرای عجم از لحاظ معماری منحصربه‌فرد و بنایی یک طبقه است و دارای آجر چینی، ستون‌های حجاری شده، حجره‌های  بسیار، سنگ‌فرش و در و پنجره چوبی است.

### خانه دادرس
خانه دادرس بنایی بازمانده از دوره قاجاری است که در سال ۱۳۸۲ به شماره ۹۷۶۴ در فهرست آثار ملی ایران به ثبت رسیده است. این بنا در مرکز شهر اهواز در خیابان نظامی ساخته شد.
در خیابان نظامی و مرکز شهر اهواز خانه‌های  بسیاری از دوره‌های قاجاریه و پهلوی به جا مانده که بخش ناچیزی از آن‌ها به ثبت رسیده است. سرای دادرس یکی از این بناهای تاریخی شهر اهواز است که تاکنون فقط به ثبت رسیده و در نگهداری و مرمت آن کوتاهی شده است.

### کاروانسرای معین‌التجار
بنای کاروانسرای معین‌التجار مربوط به دوره قاجار است و در اهواز، خیابان ۲۴ متری، خیابان کاوه غربی، نبش اول واقع شده و این اثر در تاریخ ۲۰ آبان ۱۳۷۷، به‌عنوان یکی از آثار ملی ایران به ثبت رسیده است.

### ساباط جنب خانه معین‌التجار
ساباط جنب خانه معین التجار مربوط به اوایل دوره قاجار است و در اهواز، قسمتی از بازار قدیمی واقع شده و این اثر در تاریخ ۸ دی ۱۳۷۸ با شمارهٔ ثبت ۲۵۴۸ به‌عنوان یکی از آثار ملی ایران به ثبت رسیده است.

### منزل نفیسی
ساختمان نفیسی واقع در خیابان سلمان فارسی (نادری) روبه روی پارکینگ کارون بوده و به شماره ۳۴۹۴ در بیست و پنجم اسفند ماه ۱۳۷۹ خورشیدی به ثبت آثار ملی کشور رسیده است.

### میدان چهارشیر
میدان شهید بندر (چهارشیر) در سال ۱۳۳۸ ش احداث شده است و به شماره ۷۰۴۰ در دهم دی ماه ۱۳۸۱ خ به ثبت آثار ملی کشور رسیده است.

### سد خداآفرید
در دوران باستان، هفت سد بر روی رودخانهٔ کارون ساخته شده بود که آخرین آن‌ها سد اهواز بود. بزرگ‌ترین و معروف‌ترین این هفت سد، سد شوشتر بوده است.

### دبیرستان شاپور
دبیرستان شاپور واقع در خیابان شریعتی، جنب کلوپ ورزشی بوده و به شماره ۳۶۱۰ در بیست و پنجم ۱۳۷۹ خورشیدی به ثبت آثار ملی رسیده است.

### بیمارستان جندی شاهپور
بیمارستان امام خمینی اهواز در شرق رودخانه کارون، بین بلوار ساحلی و خیابان ۲۴ متری و در ضلع شمالی باغ معین واقع شده است. ساختمان بیمارستان مزبور متعلق به دوره پهلوی اول است که به شماره ۷۰۴۱ در دهم دی ماه سال ۱۳۸۱ خورشیدی به ثبت آثار ملی کشور رسیده است.

### هشت بنگله
منازل سازمانی راه‌آهن (هشت بنگله) که در دورهٔ پهلوی اول ساخته شده اشت در خیابان فلسطین (کاخ) روبروی فرمانداری قرار دارد و به شماره ۲۵۷۵ در بیست و هفتم بهمن ماه سال ۱۳۷۸ خورشیدی به ثبت آثار ملی کشور رسیده است. از معروفترین اهالی منطقه‌ی یعقوب سبحانی رئیس قطار باری بوده است که در دوران دفاع مقدس نقش بسزایی در جابجایی مهمات و اسلحه؛ پیکر شهدا و اسرای عراقی. در سال ۱۳۸۶ دار فانی را به وداع گفت

### منازل مسکونی راه‌آهن
منازل مزبور که مربوط به دوره پهلوی اول می‌باشد در غرب رودخانه کارون کنار پل نادری واقع شده و به شماره ۲۵۸۷ در بیست و هفتم ماه سال ۱۳۸۷ خورشیدی به ثبت آثار ملی کشور رسیده است.

### کارخانه ریسندگی و بافندگی
در سال ۱۳۰۹ خورشیدی در دوره پهلوی اول نخستین کارخانه ریسندگی و بافندگی توسط چند نفر از تجار شهر به صورت شرکت سهامی در انتهای خیابان امام شرقی (پهلوی) روبروی ساختمان کنونی جهاد کشاورزی استان احداث گردید. کارخانه مزبور را از شرکت آ.ا. گ (A.E.G) خریداری کرده بودند. قسمت اعظم ساختمان کارخانه ریسندگی طی سال‌های اخیر توسط صاحبان آن تخریب و بخشی از زمین به فروش رسید. باقی‌مانده بنای مذکور به شماره۲۹۱۳ در تاریخ بیستم آذرماه سال ۱۳۷۹ خورشیدی به ثبت آثار ملی کشور رسیده است. اما با کمال تاسف در مهرماه سال ۱۳۸۴ خورشیدی بقایای آن تخریب گردید.

### ساختمان سه گوش

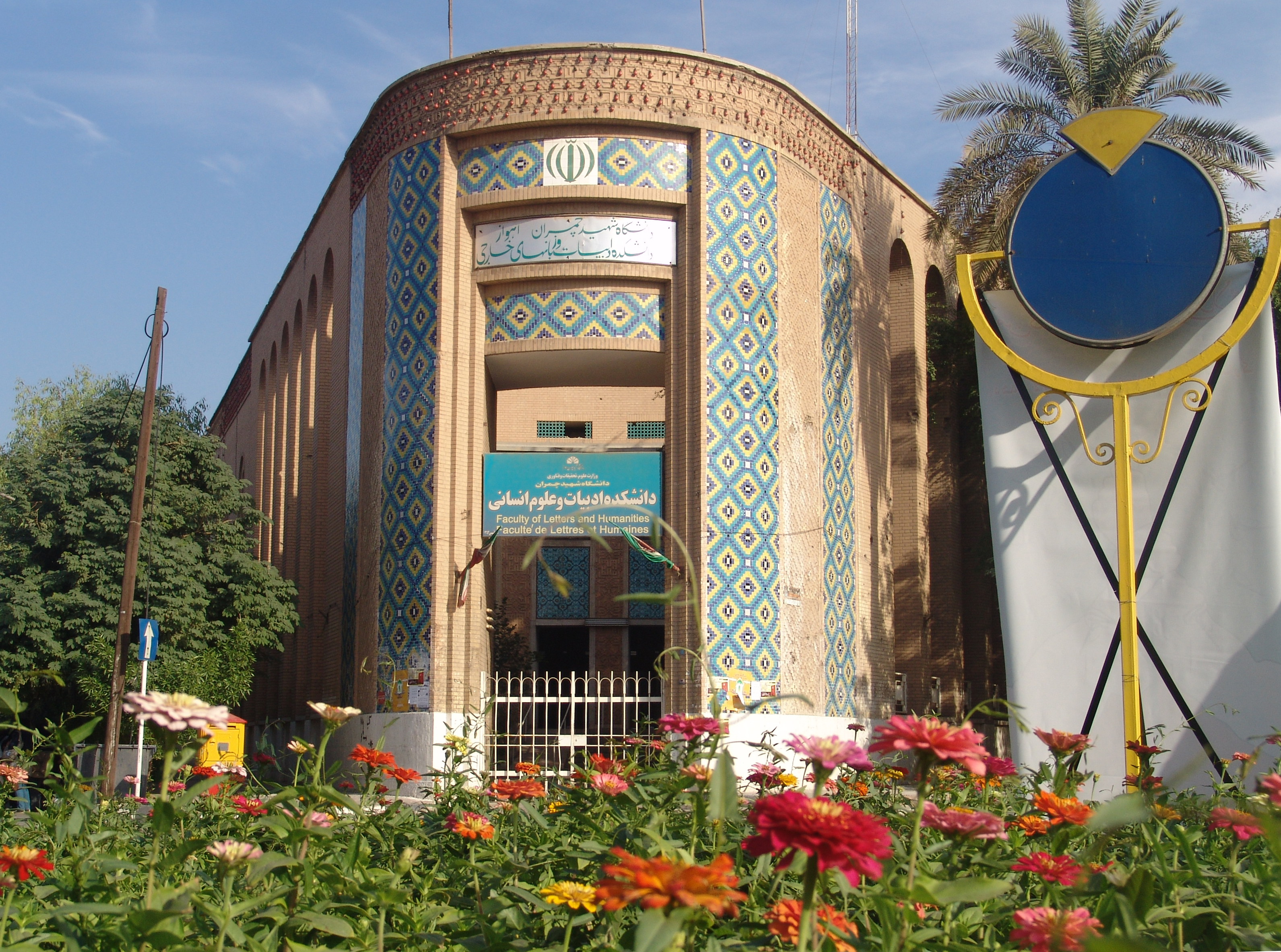
دانشکده ادبیات (سه‌گوش)

دانشکده ادبیات با مساحتی نزدیک‌به سه هزار مترمربع در ساحل غربی رود کارون کنار پل نادری و ابتدای خیابان امام موسی صدر قرار دارد. بنای مذکور در سال ۱۳۱۹ خورشیدی احداث و در سال ۱۳۲۵ به پایان رسید. طولانی شدن فرایند ساخت به سبب وقوع جنگ جهانی دوم و اشغال اهواز در این زمان بود. قوس‌های دایره‌ای شکل ایوان آن و همچنین رواق‌های حیات مرکزی حاکی از مشخصه‌های معماری دورهٔ پهلوی اول می‌باشد. بنا کاربری‌های گوناگونی را پشت سر گذاشت. درابتدا بنای مذکور به عنوان ساختمان مرکزی بانک ملی استان مورد استفاده قرار می‌گرفت. مدتی مرکز اداری استان و شهر بود و سرانجام در اختیار دانشگاه دانشگاه جندی‌شاپور (شهید چمران کنونی) قرار داده شد و تا سال ۱۳۸۹ از آن به عنوان دانشکده ادبیات استفاده می‌شد. بنا با همین کاربری به شماره ۲۴۹۷ در بیست و ششم آبان ماه سال ۱۳۷۸ خورشیدی به ثبت آثار ملی کشور رسیده است، اما در سال‌های اخیر به جهت مرمت بدون استفاده بوده و طولانی شدن روند مرمت بنا حیات آن را با خطر مواجه کرده است. معمار دانشکده ادبیات از معماران ارمنی ایرانی به نام مهندس کریستاپور طاطاووسیان بوده است.

### کوشک حمیدیه
کوشک حمیدیه واقع درشهر حمیدیه در اواخر دوره قاجار و اوایل دوره پهلوی ساخته شده است و به شماره ۳۹۸۰ در پنجم تیر ماه سال ۱۳۸۰ خورشیدی به ثبت آثار ملی کشور رسیده است.

### دانشسرای مقدماتی
دانشسرای مقدماتی متعلق به دوره پهلوی اول بوده و در ضلع جنوبی باغ معین در انتهای خیابان شهید آهنگری (بختیاری) واقع گردیده است. این بنا با شماره ۲۶۰۵ در بیست و پنج اسفند ماه سال ۱۳۷۸ خورشیدی به ثبت آثار ملی کشور رسیده است.

### منزل ماپار
منزل ماپار متعلق به دوره پهلوی اول بوده و در خیابان فردوسی، بین شهید جهانیان (لهراسب) و کافی (گشتاسب) واقع شده است. این بنا دارای زیرزمینی ساخته شده از سنگ و دو حیاط با دو حوض می‌باشد. وجود تزئینات آجری و طاق نماها و در چوبی به کار گرفته شده در بنا جلوه‌ای به آن بخشیده است. منزل ماپار به شماره ۴۲۲۶ در بیستم شهریور ماه سال ۱۳۸۰ به ثبت آثار ملی ایران رسیده است.

## سیلوی اهواز

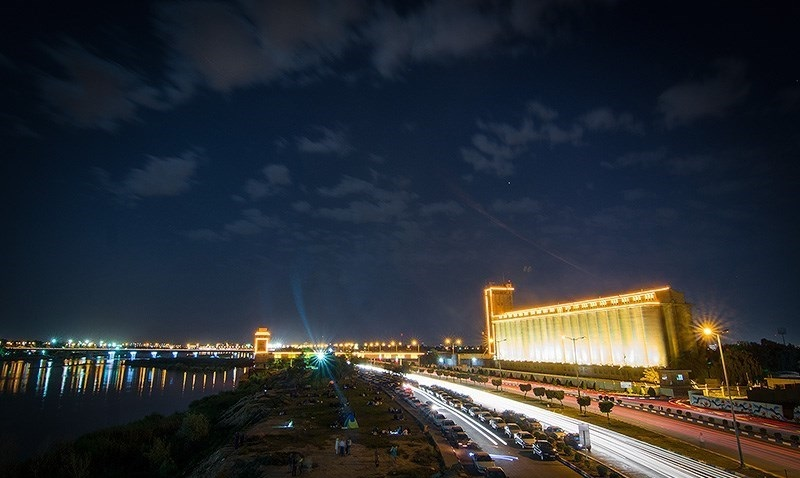
سیلوی اهواز از بناهای صنعتی اهواز

اطلاعات بیشتر …

## ورزش
تیم‌های فوتبال فولاد خوزستان، استقلال خوزستان و استقلال اهواز ازجمله تیم‌های مطرح در صحنهٔ فوتبال معاصر هستند.

## نگارخانه

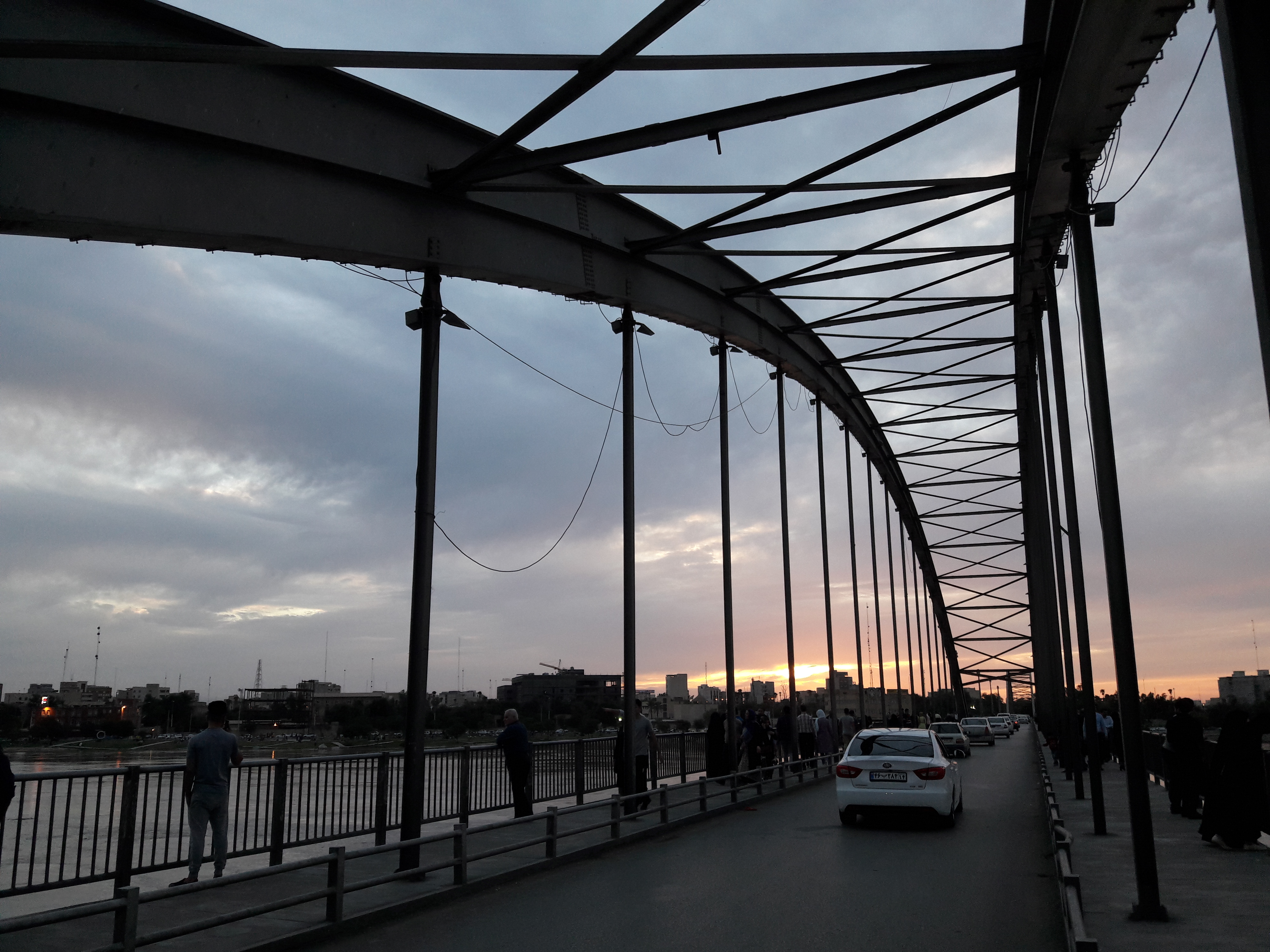
پل سفید در شب
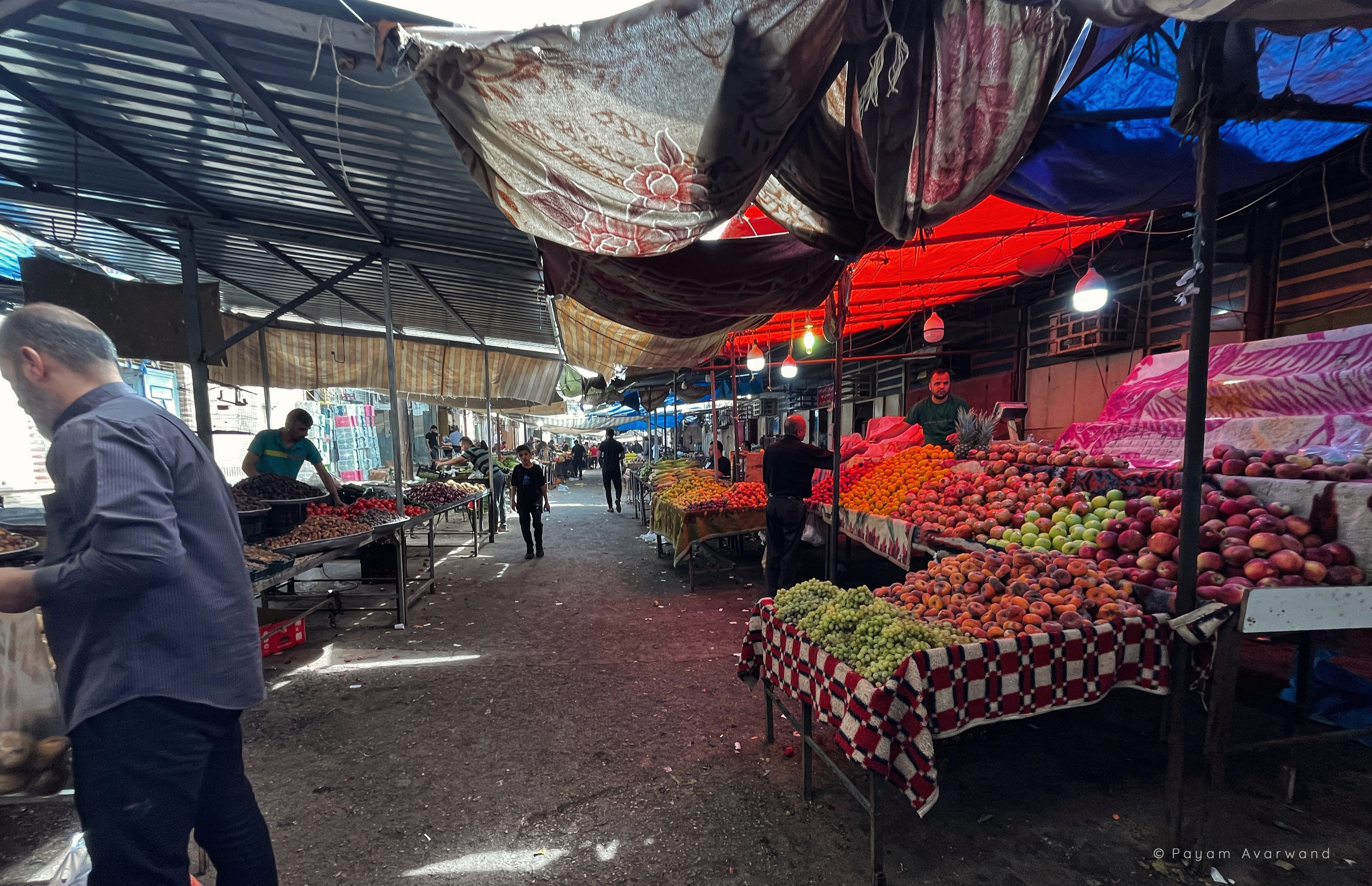
بازار منبع آب، ۲۵۸۳ ش.
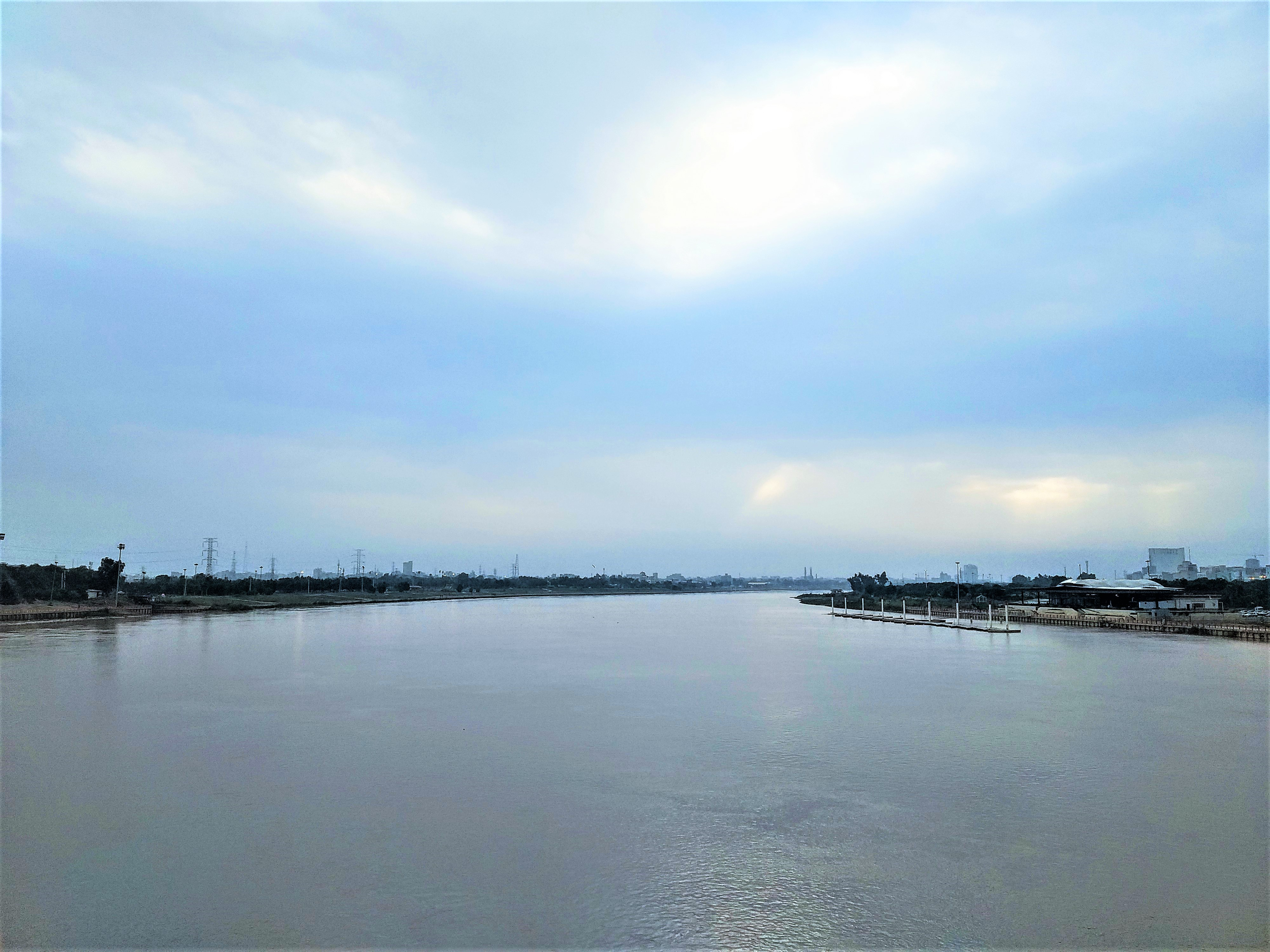
نمای کارون از کیانپارس
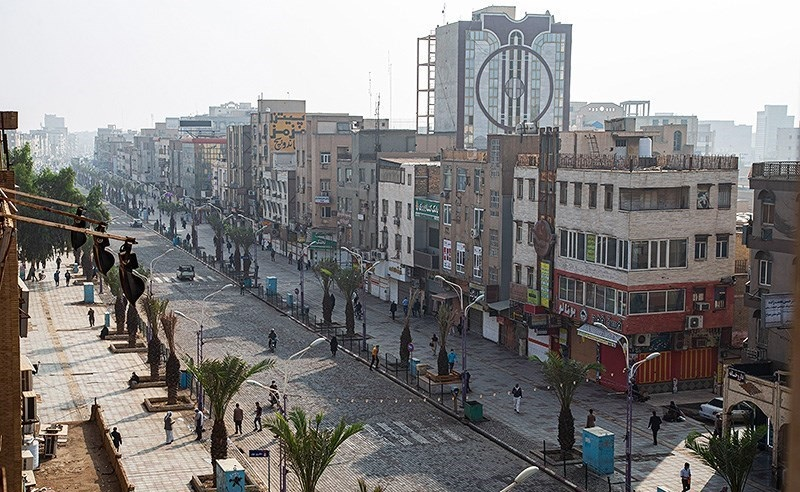
خیابان نادری
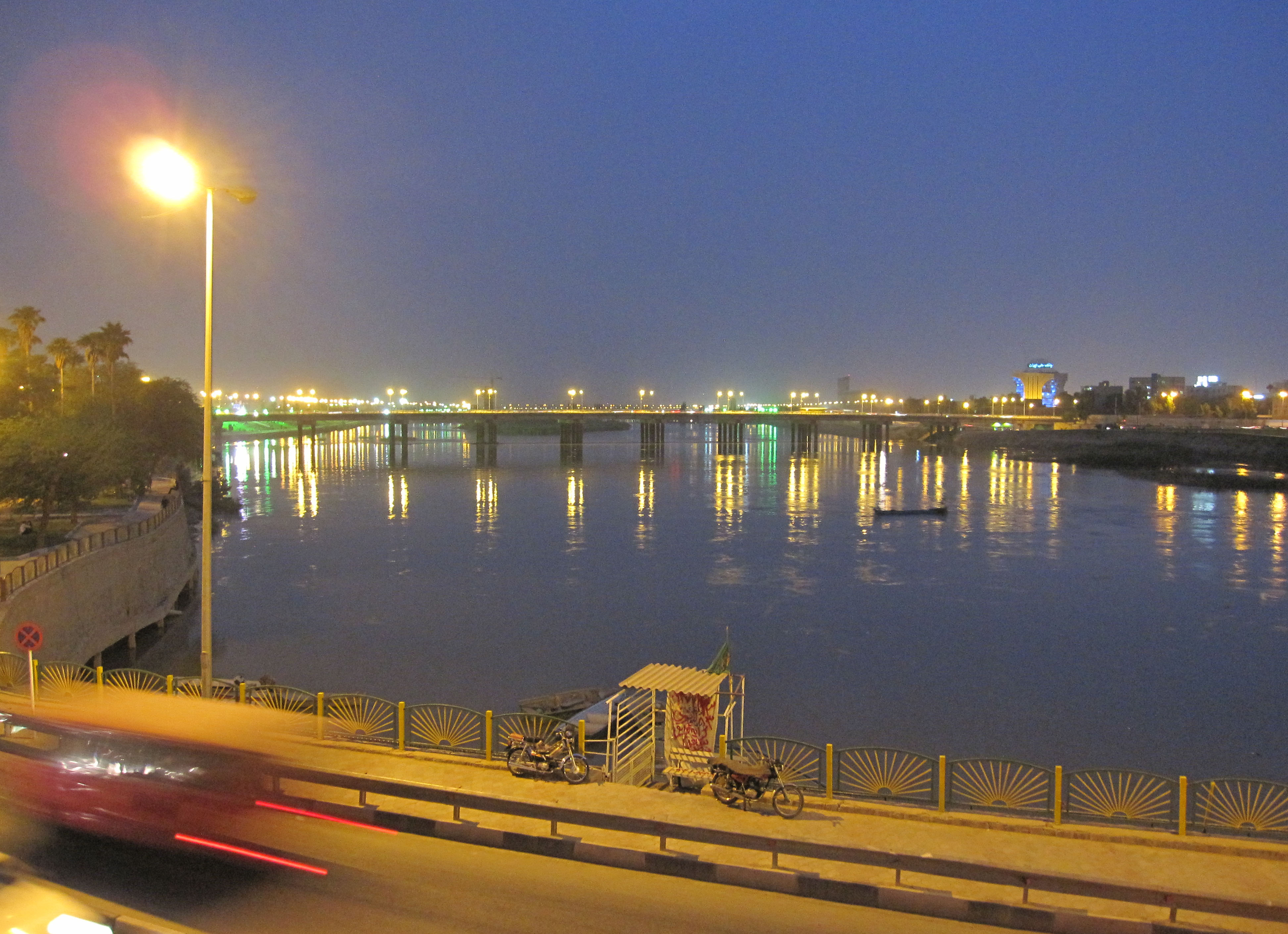
کارون در شب
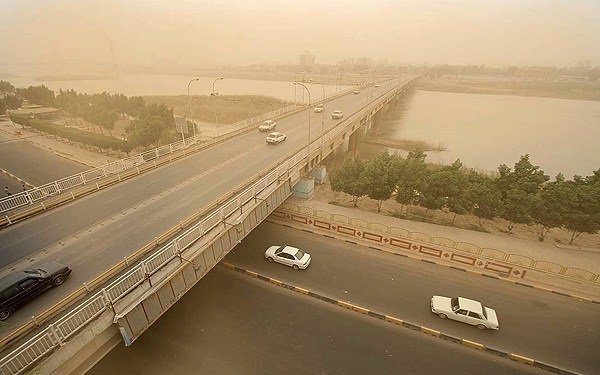
ریزگردها در اهواز
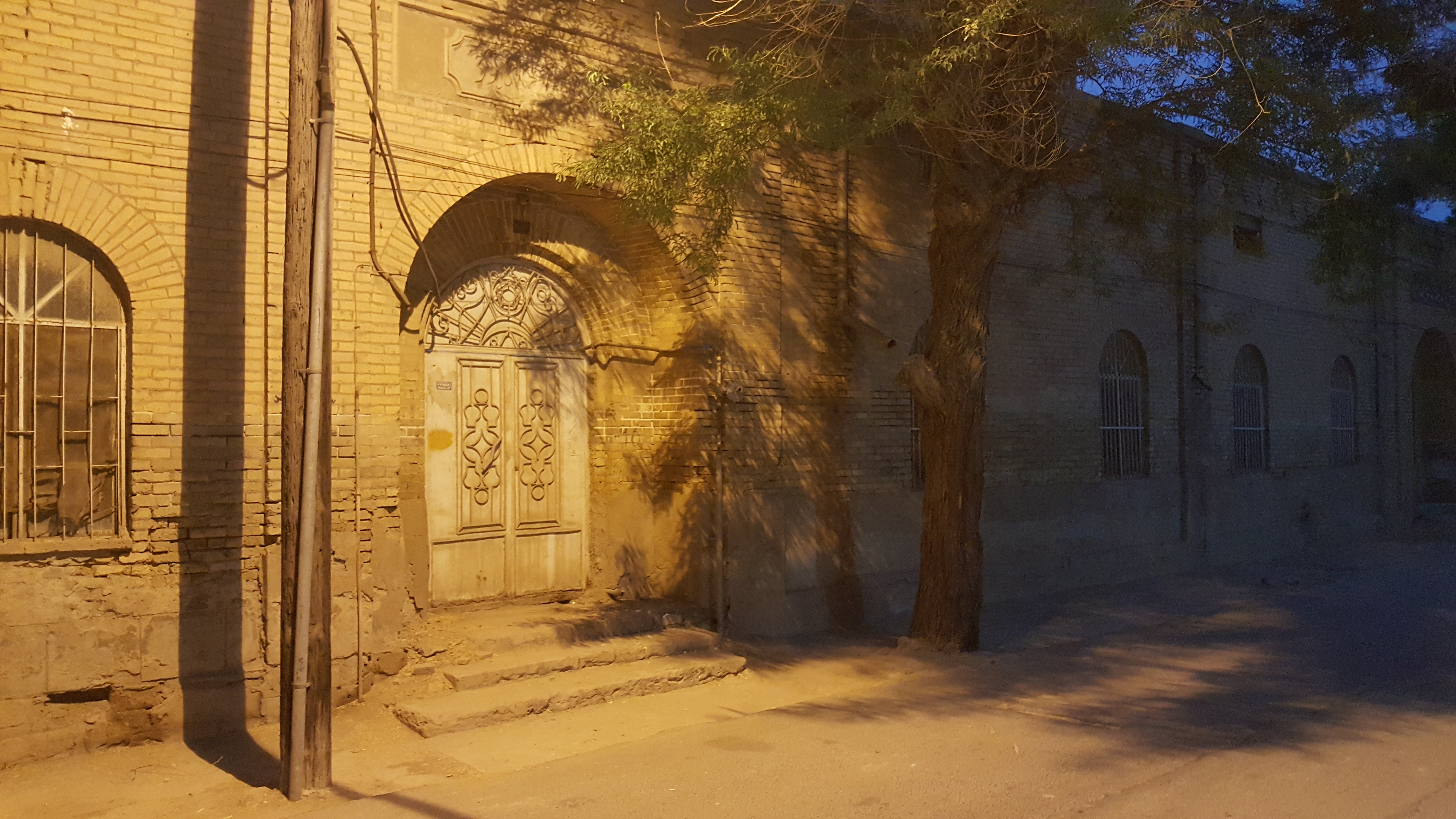
دانشسرای مقدماتی پسران شهر اهواز
جاده ساحلی اهواز در شب
تصویری از جاده ساحلی شهر اهواز
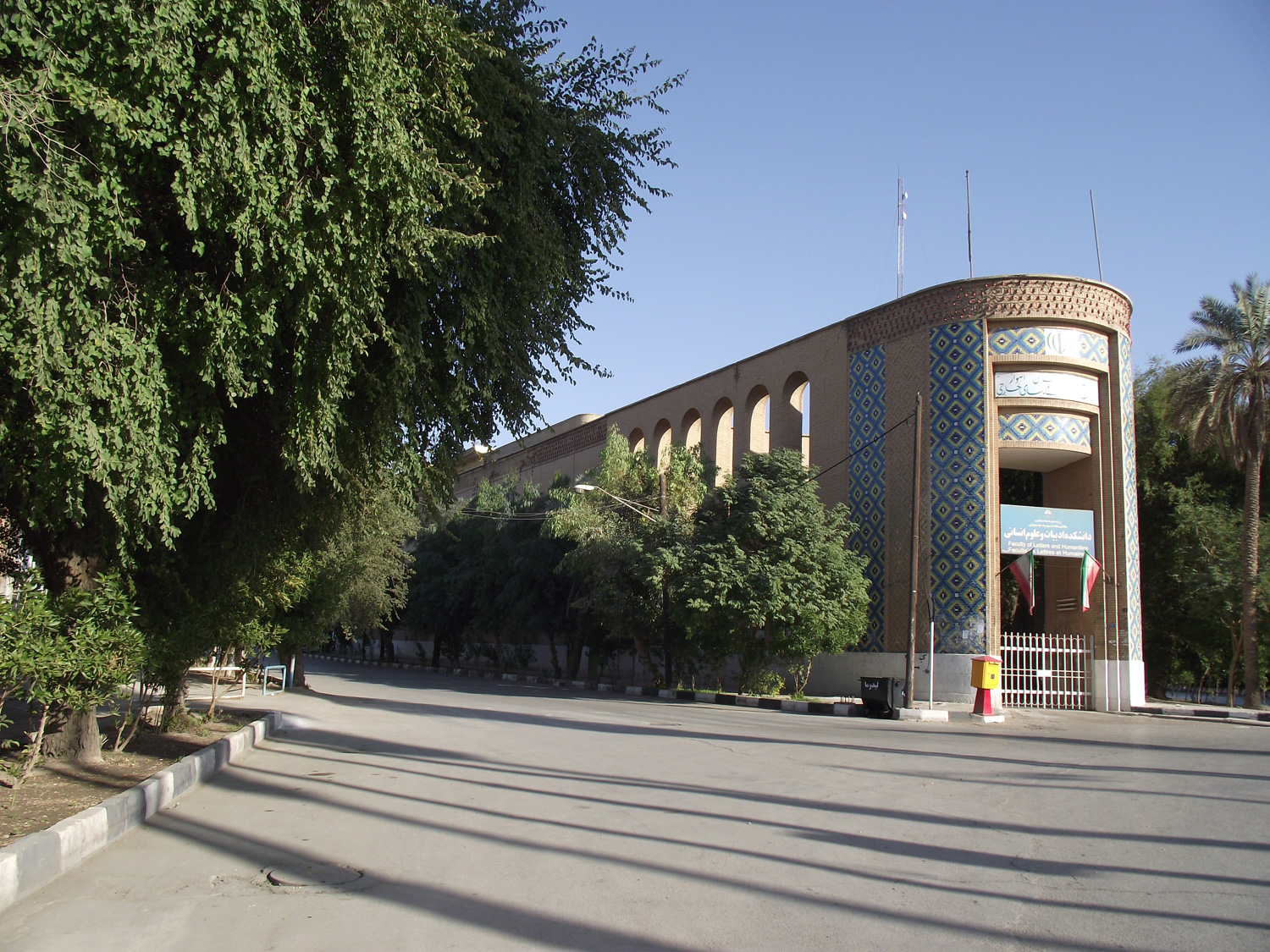
نمایی از دانشگاه علوم انسانی و ادبیات اهواز (دانشگاه سه گوش)
هتل بین‌المللی پارس
تصویری از ساختمان اداره امور بانک ملی ایران در خوزستان
تصویری از میدان شهداء در اهواز
تصویر پانوراما از برج کیانپارس اهواز
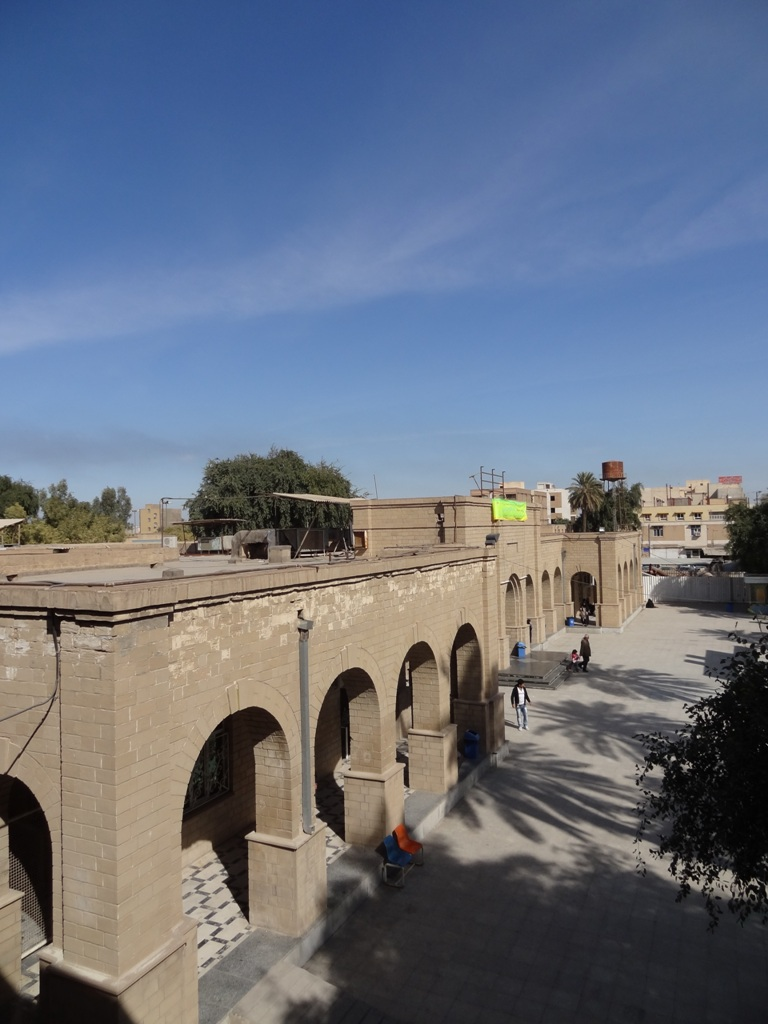
اثر ملی بیمارستان امام
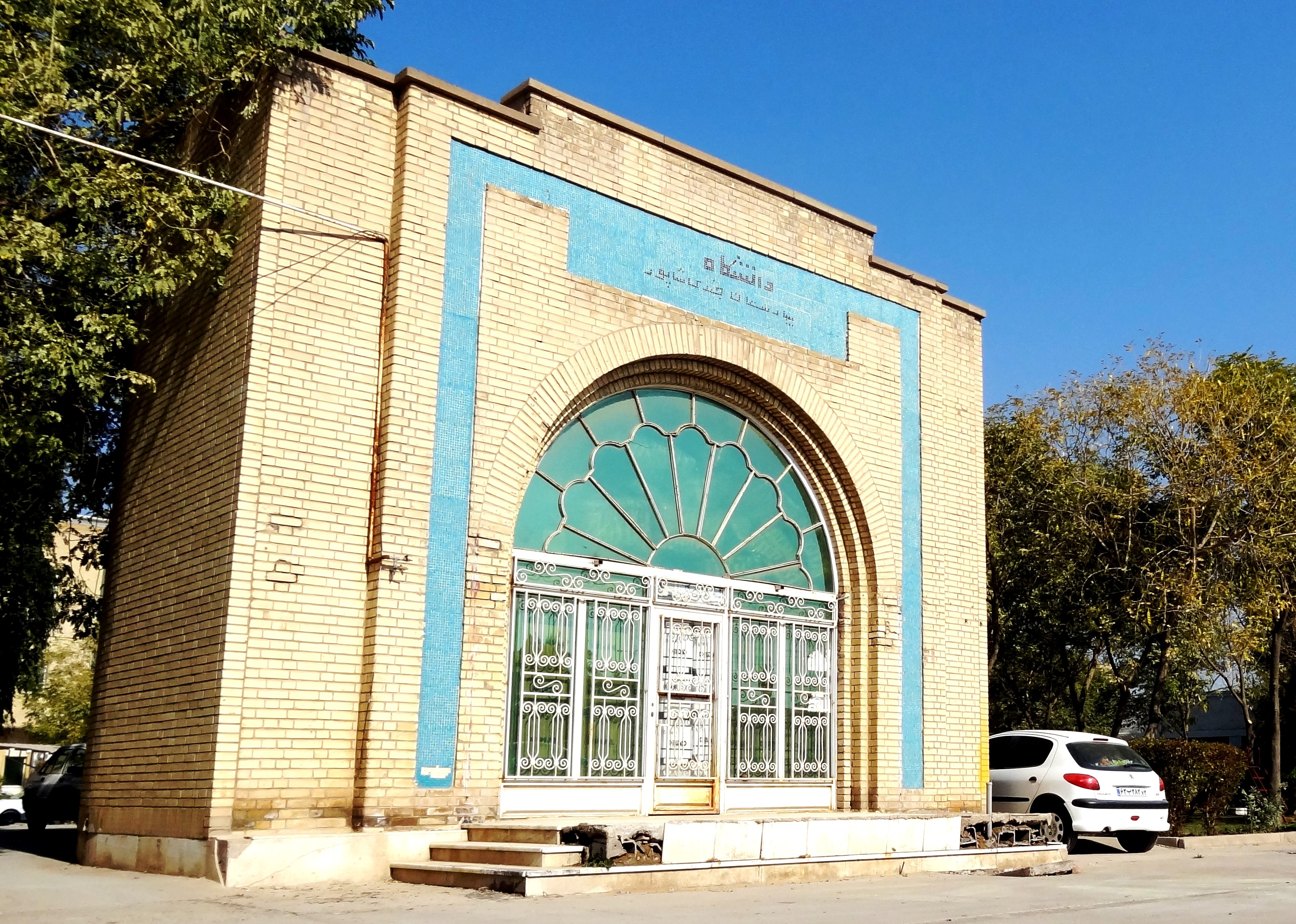
اثر ملی بیمارستان امام
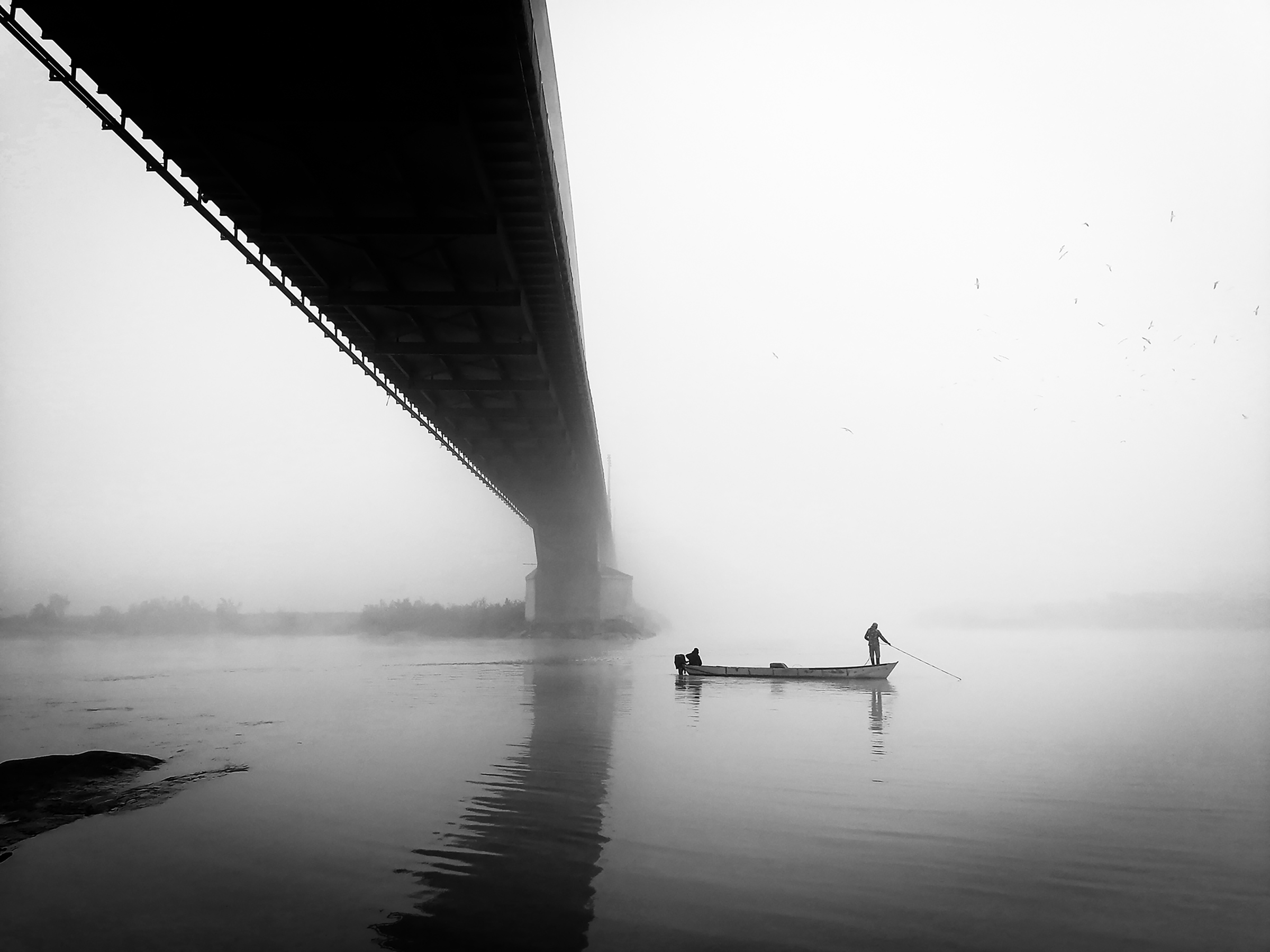
پل هفتم، در روز مه‌آلود
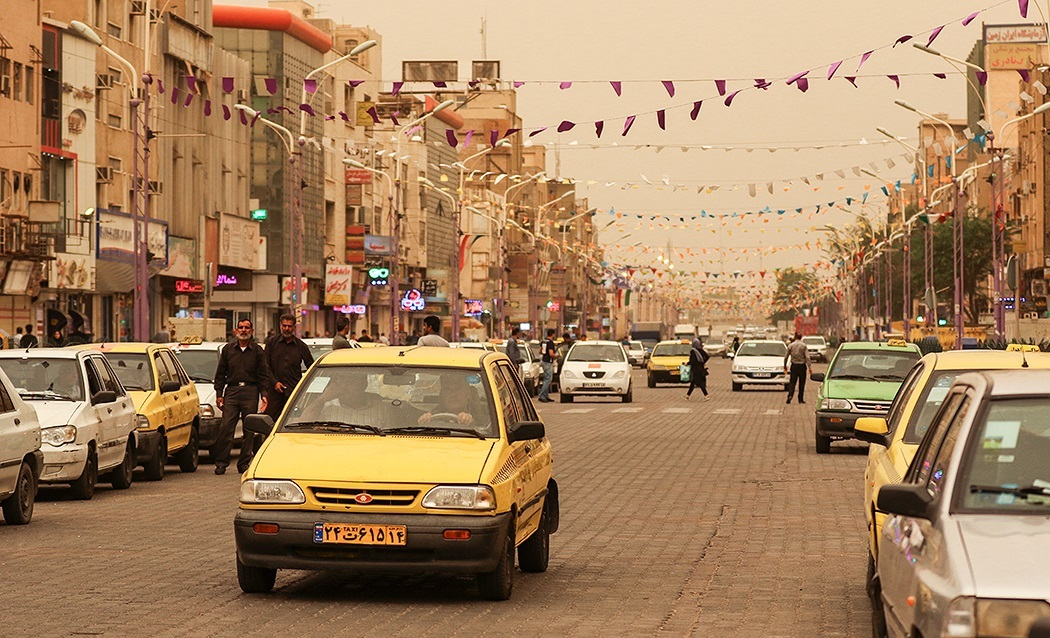
خیابان نادری-۱۳۹۷ خ.